# Storia degli scacchi

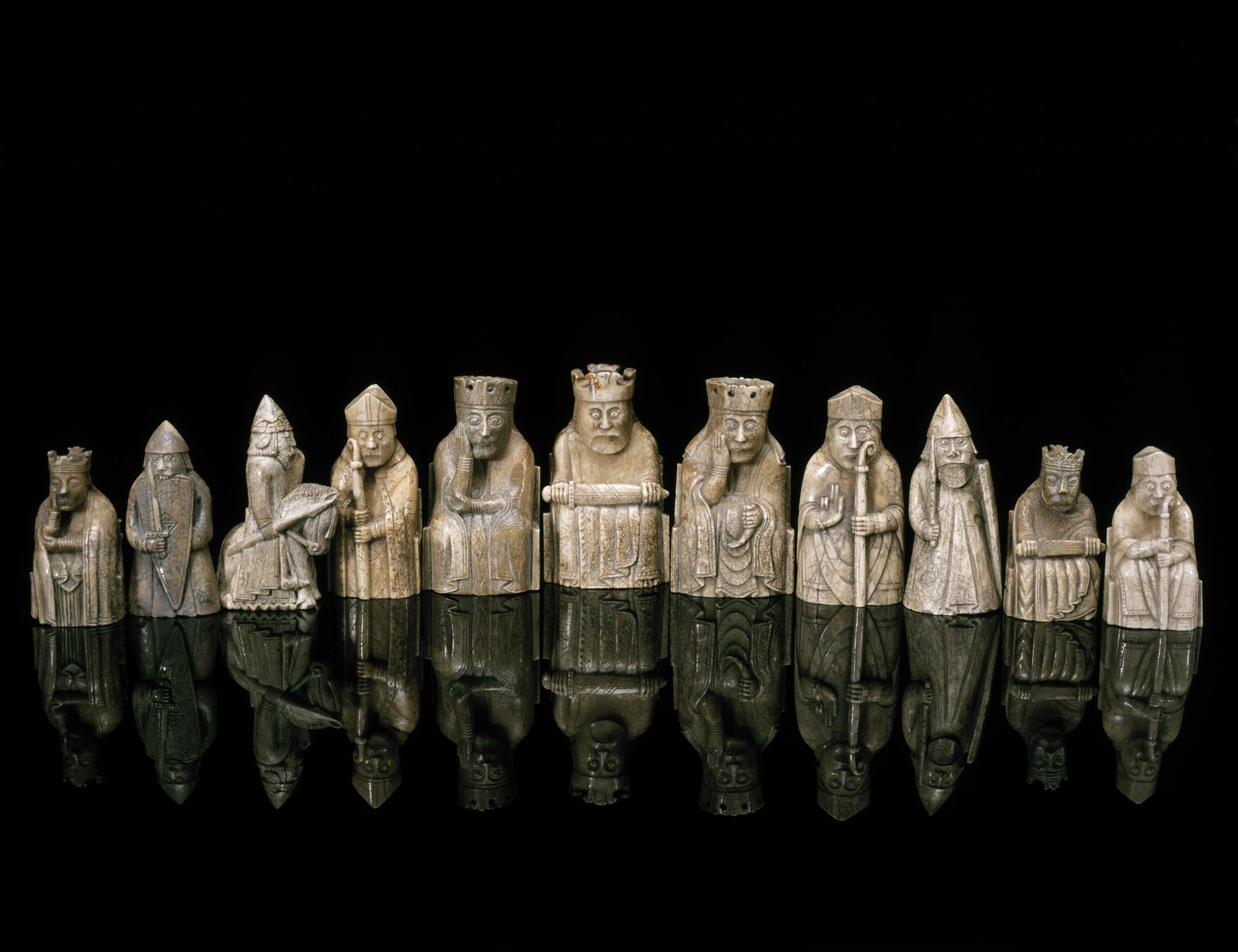
Gli scacchi di Lewis del XII secolo nella collezione del National Museum of Scotland.

La nascita del gioco degli scacchi è incerta, la sua prima testimonianza scritta risale al VI secolo, quando vengono citati nel Kār-Nāmag, racconto in prosa di epoca sasanide. Tuttavia è ritenuto unanimemente che siano nati in India attorno al VII secolo con il nome di caturaṅga, che a sua volta era l'evoluzione di un più antico gioco indiano. Dall'India si diffuse in Persia e a seguito della conquista islamica della Persia, gli scacchi furono adottati dal mondo islamico e successivamente si diffusero nell'Europa meridionale, per assumere la propria forma moderna attorno al XVI secolo.
Nel 1851 si disputò a Londra il primo torneo internazionale di scacchi, e nel 1886 si svolse negli Stati Uniti il primo campionato del mondo ufficiale. Il XX secolo vide l'istituzione della Federazione Internazionale degli Scacchi (FIDE). Nel 1997 un supercomputer IBM sconfisse l'allora campione del mondo di scacchi Garri Kasparov, nella famosa partita Deep Blue contro il campione, portando il gioco in un'era di dominazione dei computer. Da allora, l'analisi computerizzata (che ebbe origine negli anni settanta con i primi giochi di scacchi programmati sul mercato) contribuì a buona parte dello sviluppo nella teoria degli scacchi ed è divenuta una parte importante della preparazione in ambito agonistico e professionitico.
La successiva evoluzione nel XXI secolo rese l'uso dell'analisi computerizzata assai superiore all'abilità di gioco raggiungibile da chicchessia del genere umano. Divenne popolare anche il gioco in rete, apparso per la prima volta a metà degli anni novanta.

## Origini
|   | a | b | c | d | e | f | g | h |   |
| 8 | a8 torre del nero · b8 cavallo del nero · c8 alfiere del nero · d8 re del nero · e8 donna del nero · f8 alfiere del nero · g8 cavallo del nero · h8 torre del nero · a7 pedone del nero · b7 pedone del nero · c7 pedone del nero · d7 pedone del nero · e7 pedone del nero · f7 pedone del nero · g7 pedone del nero · h7 pedone del nero · a2 pedone del bianco · b2 pedone del bianco · c2 pedone del bianco · d2 pedone del bianco · e2 pedone del bianco · f2 pedone del bianco · g2 pedone del bianco · h2 pedone del bianco · a1 torre del bianco · b1 cavallo del bianco · c1 alfiere del bianco · d1 donna del bianco · e1 re del bianco · f1 alfiere del bianco · g1 cavallo del bianco · h1 torre del bianco | a8 torre del nero · b8 cavallo del nero · c8 alfiere del nero · d8 re del nero · e8 donna del nero · f8 alfiere del nero · g8 cavallo del nero · h8 torre del nero · a7 pedone del nero · b7 pedone del nero · c7 pedone del nero · d7 pedone del nero · e7 pedone del nero · f7 pedone del nero · g7 pedone del nero · h7 pedone del nero · a2 pedone del bianco · b2 pedone del bianco · c2 pedone del bianco · d2 pedone del bianco · e2 pedone del bianco · f2 pedone del bianco · g2 pedone del bianco · h2 pedone del bianco · a1 torre del bianco · b1 cavallo del bianco · c1 alfiere del bianco · d1 donna del bianco · e1 re del bianco · f1 alfiere del bianco · g1 cavallo del bianco · h1 torre del bianco | a8 torre del nero · b8 cavallo del nero · c8 alfiere del nero · d8 re del nero · e8 donna del nero · f8 alfiere del nero · g8 cavallo del nero · h8 torre del nero · a7 pedone del nero · b7 pedone del nero · c7 pedone del nero · d7 pedone del nero · e7 pedone del nero · f7 pedone del nero · g7 pedone del nero · h7 pedone del nero · a2 pedone del bianco · b2 pedone del bianco · c2 pedone del bianco · d2 pedone del bianco · e2 pedone del bianco · f2 pedone del bianco · g2 pedone del bianco · h2 pedone del bianco · a1 torre del bianco · b1 cavallo del bianco · c1 alfiere del bianco · d1 donna del bianco · e1 re del bianco · f1 alfiere del bianco · g1 cavallo del bianco · h1 torre del bianco | a8 torre del nero · b8 cavallo del nero · c8 alfiere del nero · d8 re del nero · e8 donna del nero · f8 alfiere del nero · g8 cavallo del nero · h8 torre del nero · a7 pedone del nero · b7 pedone del nero · c7 pedone del nero · d7 pedone del nero · e7 pedone del nero · f7 pedone del nero · g7 pedone del nero · h7 pedone del nero · a2 pedone del bianco · b2 pedone del bianco · c2 pedone del bianco · d2 pedone del bianco · e2 pedone del bianco · f2 pedone del bianco · g2 pedone del bianco · h2 pedone del bianco · a1 torre del bianco · b1 cavallo del bianco · c1 alfiere del bianco · d1 donna del bianco · e1 re del bianco · f1 alfiere del bianco · g1 cavallo del bianco · h1 torre del bianco | a8 torre del nero · b8 cavallo del nero · c8 alfiere del nero · d8 re del nero · e8 donna del nero · f8 alfiere del nero · g8 cavallo del nero · h8 torre del nero · a7 pedone del nero · b7 pedone del nero · c7 pedone del nero · d7 pedone del nero · e7 pedone del nero · f7 pedone del nero · g7 pedone del nero · h7 pedone del nero · a2 pedone del bianco · b2 pedone del bianco · c2 pedone del bianco · d2 pedone del bianco · e2 pedone del bianco · f2 pedone del bianco · g2 pedone del bianco · h2 pedone del bianco · a1 torre del bianco · b1 cavallo del bianco · c1 alfiere del bianco · d1 donna del bianco · e1 re del bianco · f1 alfiere del bianco · g1 cavallo del bianco · h1 torre del bianco | a8 torre del nero · b8 cavallo del nero · c8 alfiere del nero · d8 re del nero · e8 donna del nero · f8 alfiere del nero · g8 cavallo del nero · h8 torre del nero · a7 pedone del nero · b7 pedone del nero · c7 pedone del nero · d7 pedone del nero · e7 pedone del nero · f7 pedone del nero · g7 pedone del nero · h7 pedone del nero · a2 pedone del bianco · b2 pedone del bianco · c2 pedone del bianco · d2 pedone del bianco · e2 pedone del bianco · f2 pedone del bianco · g2 pedone del bianco · h2 pedone del bianco · a1 torre del bianco · b1 cavallo del bianco · c1 alfiere del bianco · d1 donna del bianco · e1 re del bianco · f1 alfiere del bianco · g1 cavallo del bianco · h1 torre del bianco | a8 torre del nero · b8 cavallo del nero · c8 alfiere del nero · d8 re del nero · e8 donna del nero · f8 alfiere del nero · g8 cavallo del nero · h8 torre del nero · a7 pedone del nero · b7 pedone del nero · c7 pedone del nero · d7 pedone del nero · e7 pedone del nero · f7 pedone del nero · g7 pedone del nero · h7 pedone del nero · a2 pedone del bianco · b2 pedone del bianco · c2 pedone del bianco · d2 pedone del bianco · e2 pedone del bianco · f2 pedone del bianco · g2 pedone del bianco · h2 pedone del bianco · a1 torre del bianco · b1 cavallo del bianco · c1 alfiere del bianco · d1 donna del bianco · e1 re del bianco · f1 alfiere del bianco · g1 cavallo del bianco · h1 torre del bianco | a8 torre del nero · b8 cavallo del nero · c8 alfiere del nero · d8 re del nero · e8 donna del nero · f8 alfiere del nero · g8 cavallo del nero · h8 torre del nero · a7 pedone del nero · b7 pedone del nero · c7 pedone del nero · d7 pedone del nero · e7 pedone del nero · f7 pedone del nero · g7 pedone del nero · h7 pedone del nero · a2 pedone del bianco · b2 pedone del bianco · c2 pedone del bianco · d2 pedone del bianco · e2 pedone del bianco · f2 pedone del bianco · g2 pedone del bianco · h2 pedone del bianco · a1 torre del bianco · b1 cavallo del bianco · c1 alfiere del bianco · d1 donna del bianco · e1 re del bianco · f1 alfiere del bianco · g1 cavallo del bianco · h1 torre del bianco | 8 |
| 7 | a8 torre del nero · b8 cavallo del nero · c8 alfiere del nero · d8 re del nero · e8 donna del nero · f8 alfiere del nero · g8 cavallo del nero · h8 torre del nero · a7 pedone del nero · b7 pedone del nero · c7 pedone del nero · d7 pedone del nero · e7 pedone del nero · f7 pedone del nero · g7 pedone del nero · h7 pedone del nero · a2 pedone del bianco · b2 pedone del bianco · c2 pedone del bianco · d2 pedone del bianco · e2 pedone del bianco · f2 pedone del bianco · g2 pedone del bianco · h2 pedone del bianco · a1 torre del bianco · b1 cavallo del bianco · c1 alfiere del bianco · d1 donna del bianco · e1 re del bianco · f1 alfiere del bianco · g1 cavallo del bianco · h1 torre del bianco | a8 torre del nero · b8 cavallo del nero · c8 alfiere del nero · d8 re del nero · e8 donna del nero · f8 alfiere del nero · g8 cavallo del nero · h8 torre del nero · a7 pedone del nero · b7 pedone del nero · c7 pedone del nero · d7 pedone del nero · e7 pedone del nero · f7 pedone del nero · g7 pedone del nero · h7 pedone del nero · a2 pedone del bianco · b2 pedone del bianco · c2 pedone del bianco · d2 pedone del bianco · e2 pedone del bianco · f2 pedone del bianco · g2 pedone del bianco · h2 pedone del bianco · a1 torre del bianco · b1 cavallo del bianco · c1 alfiere del bianco · d1 donna del bianco · e1 re del bianco · f1 alfiere del bianco · g1 cavallo del bianco · h1 torre del bianco | a8 torre del nero · b8 cavallo del nero · c8 alfiere del nero · d8 re del nero · e8 donna del nero · f8 alfiere del nero · g8 cavallo del nero · h8 torre del nero · a7 pedone del nero · b7 pedone del nero · c7 pedone del nero · d7 pedone del nero · e7 pedone del nero · f7 pedone del nero · g7 pedone del nero · h7 pedone del nero · a2 pedone del bianco · b2 pedone del bianco · c2 pedone del bianco · d2 pedone del bianco · e2 pedone del bianco · f2 pedone del bianco · g2 pedone del bianco · h2 pedone del bianco · a1 torre del bianco · b1 cavallo del bianco · c1 alfiere del bianco · d1 donna del bianco · e1 re del bianco · f1 alfiere del bianco · g1 cavallo del bianco · h1 torre del bianco | a8 torre del nero · b8 cavallo del nero · c8 alfiere del nero · d8 re del nero · e8 donna del nero · f8 alfiere del nero · g8 cavallo del nero · h8 torre del nero · a7 pedone del nero · b7 pedone del nero · c7 pedone del nero · d7 pedone del nero · e7 pedone del nero · f7 pedone del nero · g7 pedone del nero · h7 pedone del nero · a2 pedone del bianco · b2 pedone del bianco · c2 pedone del bianco · d2 pedone del bianco · e2 pedone del bianco · f2 pedone del bianco · g2 pedone del bianco · h2 pedone del bianco · a1 torre del bianco · b1 cavallo del bianco · c1 alfiere del bianco · d1 donna del bianco · e1 re del bianco · f1 alfiere del bianco · g1 cavallo del bianco · h1 torre del bianco | a8 torre del nero · b8 cavallo del nero · c8 alfiere del nero · d8 re del nero · e8 donna del nero · f8 alfiere del nero · g8 cavallo del nero · h8 torre del nero · a7 pedone del nero · b7 pedone del nero · c7 pedone del nero · d7 pedone del nero · e7 pedone del nero · f7 pedone del nero · g7 pedone del nero · h7 pedone del nero · a2 pedone del bianco · b2 pedone del bianco · c2 pedone del bianco · d2 pedone del bianco · e2 pedone del bianco · f2 pedone del bianco · g2 pedone del bianco · h2 pedone del bianco · a1 torre del bianco · b1 cavallo del bianco · c1 alfiere del bianco · d1 donna del bianco · e1 re del bianco · f1 alfiere del bianco · g1 cavallo del bianco · h1 torre del bianco | a8 torre del nero · b8 cavallo del nero · c8 alfiere del nero · d8 re del nero · e8 donna del nero · f8 alfiere del nero · g8 cavallo del nero · h8 torre del nero · a7 pedone del nero · b7 pedone del nero · c7 pedone del nero · d7 pedone del nero · e7 pedone del nero · f7 pedone del nero · g7 pedone del nero · h7 pedone del nero · a2 pedone del bianco · b2 pedone del bianco · c2 pedone del bianco · d2 pedone del bianco · e2 pedone del bianco · f2 pedone del bianco · g2 pedone del bianco · h2 pedone del bianco · a1 torre del bianco · b1 cavallo del bianco · c1 alfiere del bianco · d1 donna del bianco · e1 re del bianco · f1 alfiere del bianco · g1 cavallo del bianco · h1 torre del bianco | a8 torre del nero · b8 cavallo del nero · c8 alfiere del nero · d8 re del nero · e8 donna del nero · f8 alfiere del nero · g8 cavallo del nero · h8 torre del nero · a7 pedone del nero · b7 pedone del nero · c7 pedone del nero · d7 pedone del nero · e7 pedone del nero · f7 pedone del nero · g7 pedone del nero · h7 pedone del nero · a2 pedone del bianco · b2 pedone del bianco · c2 pedone del bianco · d2 pedone del bianco · e2 pedone del bianco · f2 pedone del bianco · g2 pedone del bianco · h2 pedone del bianco · a1 torre del bianco · b1 cavallo del bianco · c1 alfiere del bianco · d1 donna del bianco · e1 re del bianco · f1 alfiere del bianco · g1 cavallo del bianco · h1 torre del bianco | a8 torre del nero · b8 cavallo del nero · c8 alfiere del nero · d8 re del nero · e8 donna del nero · f8 alfiere del nero · g8 cavallo del nero · h8 torre del nero · a7 pedone del nero · b7 pedone del nero · c7 pedone del nero · d7 pedone del nero · e7 pedone del nero · f7 pedone del nero · g7 pedone del nero · h7 pedone del nero · a2 pedone del bianco · b2 pedone del bianco · c2 pedone del bianco · d2 pedone del bianco · e2 pedone del bianco · f2 pedone del bianco · g2 pedone del bianco · h2 pedone del bianco · a1 torre del bianco · b1 cavallo del bianco · c1 alfiere del bianco · d1 donna del bianco · e1 re del bianco · f1 alfiere del bianco · g1 cavallo del bianco · h1 torre del bianco | 7 |
| 6 | a8 torre del nero · b8 cavallo del nero · c8 alfiere del nero · d8 re del nero · e8 donna del nero · f8 alfiere del nero · g8 cavallo del nero · h8 torre del nero · a7 pedone del nero · b7 pedone del nero · c7 pedone del nero · d7 pedone del nero · e7 pedone del nero · f7 pedone del nero · g7 pedone del nero · h7 pedone del nero · a2 pedone del bianco · b2 pedone del bianco · c2 pedone del bianco · d2 pedone del bianco · e2 pedone del bianco · f2 pedone del bianco · g2 pedone del bianco · h2 pedone del bianco · a1 torre del bianco · b1 cavallo del bianco · c1 alfiere del bianco · d1 donna del bianco · e1 re del bianco · f1 alfiere del bianco · g1 cavallo del bianco · h1 torre del bianco | a8 torre del nero · b8 cavallo del nero · c8 alfiere del nero · d8 re del nero · e8 donna del nero · f8 alfiere del nero · g8 cavallo del nero · h8 torre del nero · a7 pedone del nero · b7 pedone del nero · c7 pedone del nero · d7 pedone del nero · e7 pedone del nero · f7 pedone del nero · g7 pedone del nero · h7 pedone del nero · a2 pedone del bianco · b2 pedone del bianco · c2 pedone del bianco · d2 pedone del bianco · e2 pedone del bianco · f2 pedone del bianco · g2 pedone del bianco · h2 pedone del bianco · a1 torre del bianco · b1 cavallo del bianco · c1 alfiere del bianco · d1 donna del bianco · e1 re del bianco · f1 alfiere del bianco · g1 cavallo del bianco · h1 torre del bianco | a8 torre del nero · b8 cavallo del nero · c8 alfiere del nero · d8 re del nero · e8 donna del nero · f8 alfiere del nero · g8 cavallo del nero · h8 torre del nero · a7 pedone del nero · b7 pedone del nero · c7 pedone del nero · d7 pedone del nero · e7 pedone del nero · f7 pedone del nero · g7 pedone del nero · h7 pedone del nero · a2 pedone del bianco · b2 pedone del bianco · c2 pedone del bianco · d2 pedone del bianco · e2 pedone del bianco · f2 pedone del bianco · g2 pedone del bianco · h2 pedone del bianco · a1 torre del bianco · b1 cavallo del bianco · c1 alfiere del bianco · d1 donna del bianco · e1 re del bianco · f1 alfiere del bianco · g1 cavallo del bianco · h1 torre del bianco | a8 torre del nero · b8 cavallo del nero · c8 alfiere del nero · d8 re del nero · e8 donna del nero · f8 alfiere del nero · g8 cavallo del nero · h8 torre del nero · a7 pedone del nero · b7 pedone del nero · c7 pedone del nero · d7 pedone del nero · e7 pedone del nero · f7 pedone del nero · g7 pedone del nero · h7 pedone del nero · a2 pedone del bianco · b2 pedone del bianco · c2 pedone del bianco · d2 pedone del bianco · e2 pedone del bianco · f2 pedone del bianco · g2 pedone del bianco · h2 pedone del bianco · a1 torre del bianco · b1 cavallo del bianco · c1 alfiere del bianco · d1 donna del bianco · e1 re del bianco · f1 alfiere del bianco · g1 cavallo del bianco · h1 torre del bianco | a8 torre del nero · b8 cavallo del nero · c8 alfiere del nero · d8 re del nero · e8 donna del nero · f8 alfiere del nero · g8 cavallo del nero · h8 torre del nero · a7 pedone del nero · b7 pedone del nero · c7 pedone del nero · d7 pedone del nero · e7 pedone del nero · f7 pedone del nero · g7 pedone del nero · h7 pedone del nero · a2 pedone del bianco · b2 pedone del bianco · c2 pedone del bianco · d2 pedone del bianco · e2 pedone del bianco · f2 pedone del bianco · g2 pedone del bianco · h2 pedone del bianco · a1 torre del bianco · b1 cavallo del bianco · c1 alfiere del bianco · d1 donna del bianco · e1 re del bianco · f1 alfiere del bianco · g1 cavallo del bianco · h1 torre del bianco | a8 torre del nero · b8 cavallo del nero · c8 alfiere del nero · d8 re del nero · e8 donna del nero · f8 alfiere del nero · g8 cavallo del nero · h8 torre del nero · a7 pedone del nero · b7 pedone del nero · c7 pedone del nero · d7 pedone del nero · e7 pedone del nero · f7 pedone del nero · g7 pedone del nero · h7 pedone del nero · a2 pedone del bianco · b2 pedone del bianco · c2 pedone del bianco · d2 pedone del bianco · e2 pedone del bianco · f2 pedone del bianco · g2 pedone del bianco · h2 pedone del bianco · a1 torre del bianco · b1 cavallo del bianco · c1 alfiere del bianco · d1 donna del bianco · e1 re del bianco · f1 alfiere del bianco · g1 cavallo del bianco · h1 torre del bianco | a8 torre del nero · b8 cavallo del nero · c8 alfiere del nero · d8 re del nero · e8 donna del nero · f8 alfiere del nero · g8 cavallo del nero · h8 torre del nero · a7 pedone del nero · b7 pedone del nero · c7 pedone del nero · d7 pedone del nero · e7 pedone del nero · f7 pedone del nero · g7 pedone del nero · h7 pedone del nero · a2 pedone del bianco · b2 pedone del bianco · c2 pedone del bianco · d2 pedone del bianco · e2 pedone del bianco · f2 pedone del bianco · g2 pedone del bianco · h2 pedone del bianco · a1 torre del bianco · b1 cavallo del bianco · c1 alfiere del bianco · d1 donna del bianco · e1 re del bianco · f1 alfiere del bianco · g1 cavallo del bianco · h1 torre del bianco | a8 torre del nero · b8 cavallo del nero · c8 alfiere del nero · d8 re del nero · e8 donna del nero · f8 alfiere del nero · g8 cavallo del nero · h8 torre del nero · a7 pedone del nero · b7 pedone del nero · c7 pedone del nero · d7 pedone del nero · e7 pedone del nero · f7 pedone del nero · g7 pedone del nero · h7 pedone del nero · a2 pedone del bianco · b2 pedone del bianco · c2 pedone del bianco · d2 pedone del bianco · e2 pedone del bianco · f2 pedone del bianco · g2 pedone del bianco · h2 pedone del bianco · a1 torre del bianco · b1 cavallo del bianco · c1 alfiere del bianco · d1 donna del bianco · e1 re del bianco · f1 alfiere del bianco · g1 cavallo del bianco · h1 torre del bianco | 6 |
| 5 | a8 torre del nero · b8 cavallo del nero · c8 alfiere del nero · d8 re del nero · e8 donna del nero · f8 alfiere del nero · g8 cavallo del nero · h8 torre del nero · a7 pedone del nero · b7 pedone del nero · c7 pedone del nero · d7 pedone del nero · e7 pedone del nero · f7 pedone del nero · g7 pedone del nero · h7 pedone del nero · a2 pedone del bianco · b2 pedone del bianco · c2 pedone del bianco · d2 pedone del bianco · e2 pedone del bianco · f2 pedone del bianco · g2 pedone del bianco · h2 pedone del bianco · a1 torre del bianco · b1 cavallo del bianco · c1 alfiere del bianco · d1 donna del bianco · e1 re del bianco · f1 alfiere del bianco · g1 cavallo del bianco · h1 torre del bianco | a8 torre del nero · b8 cavallo del nero · c8 alfiere del nero · d8 re del nero · e8 donna del nero · f8 alfiere del nero · g8 cavallo del nero · h8 torre del nero · a7 pedone del nero · b7 pedone del nero · c7 pedone del nero · d7 pedone del nero · e7 pedone del nero · f7 pedone del nero · g7 pedone del nero · h7 pedone del nero · a2 pedone del bianco · b2 pedone del bianco · c2 pedone del bianco · d2 pedone del bianco · e2 pedone del bianco · f2 pedone del bianco · g2 pedone del bianco · h2 pedone del bianco · a1 torre del bianco · b1 cavallo del bianco · c1 alfiere del bianco · d1 donna del bianco · e1 re del bianco · f1 alfiere del bianco · g1 cavallo del bianco · h1 torre del bianco | a8 torre del nero · b8 cavallo del nero · c8 alfiere del nero · d8 re del nero · e8 donna del nero · f8 alfiere del nero · g8 cavallo del nero · h8 torre del nero · a7 pedone del nero · b7 pedone del nero · c7 pedone del nero · d7 pedone del nero · e7 pedone del nero · f7 pedone del nero · g7 pedone del nero · h7 pedone del nero · a2 pedone del bianco · b2 pedone del bianco · c2 pedone del bianco · d2 pedone del bianco · e2 pedone del bianco · f2 pedone del bianco · g2 pedone del bianco · h2 pedone del bianco · a1 torre del bianco · b1 cavallo del bianco · c1 alfiere del bianco · d1 donna del bianco · e1 re del bianco · f1 alfiere del bianco · g1 cavallo del bianco · h1 torre del bianco | a8 torre del nero · b8 cavallo del nero · c8 alfiere del nero · d8 re del nero · e8 donna del nero · f8 alfiere del nero · g8 cavallo del nero · h8 torre del nero · a7 pedone del nero · b7 pedone del nero · c7 pedone del nero · d7 pedone del nero · e7 pedone del nero · f7 pedone del nero · g7 pedone del nero · h7 pedone del nero · a2 pedone del bianco · b2 pedone del bianco · c2 pedone del bianco · d2 pedone del bianco · e2 pedone del bianco · f2 pedone del bianco · g2 pedone del bianco · h2 pedone del bianco · a1 torre del bianco · b1 cavallo del bianco · c1 alfiere del bianco · d1 donna del bianco · e1 re del bianco · f1 alfiere del bianco · g1 cavallo del bianco · h1 torre del bianco | a8 torre del nero · b8 cavallo del nero · c8 alfiere del nero · d8 re del nero · e8 donna del nero · f8 alfiere del nero · g8 cavallo del nero · h8 torre del nero · a7 pedone del nero · b7 pedone del nero · c7 pedone del nero · d7 pedone del nero · e7 pedone del nero · f7 pedone del nero · g7 pedone del nero · h7 pedone del nero · a2 pedone del bianco · b2 pedone del bianco · c2 pedone del bianco · d2 pedone del bianco · e2 pedone del bianco · f2 pedone del bianco · g2 pedone del bianco · h2 pedone del bianco · a1 torre del bianco · b1 cavallo del bianco · c1 alfiere del bianco · d1 donna del bianco · e1 re del bianco · f1 alfiere del bianco · g1 cavallo del bianco · h1 torre del bianco | a8 torre del nero · b8 cavallo del nero · c8 alfiere del nero · d8 re del nero · e8 donna del nero · f8 alfiere del nero · g8 cavallo del nero · h8 torre del nero · a7 pedone del nero · b7 pedone del nero · c7 pedone del nero · d7 pedone del nero · e7 pedone del nero · f7 pedone del nero · g7 pedone del nero · h7 pedone del nero · a2 pedone del bianco · b2 pedone del bianco · c2 pedone del bianco · d2 pedone del bianco · e2 pedone del bianco · f2 pedone del bianco · g2 pedone del bianco · h2 pedone del bianco · a1 torre del bianco · b1 cavallo del bianco · c1 alfiere del bianco · d1 donna del bianco · e1 re del bianco · f1 alfiere del bianco · g1 cavallo del bianco · h1 torre del bianco | a8 torre del nero · b8 cavallo del nero · c8 alfiere del nero · d8 re del nero · e8 donna del nero · f8 alfiere del nero · g8 cavallo del nero · h8 torre del nero · a7 pedone del nero · b7 pedone del nero · c7 pedone del nero · d7 pedone del nero · e7 pedone del nero · f7 pedone del nero · g7 pedone del nero · h7 pedone del nero · a2 pedone del bianco · b2 pedone del bianco · c2 pedone del bianco · d2 pedone del bianco · e2 pedone del bianco · f2 pedone del bianco · g2 pedone del bianco · h2 pedone del bianco · a1 torre del bianco · b1 cavallo del bianco · c1 alfiere del bianco · d1 donna del bianco · e1 re del bianco · f1 alfiere del bianco · g1 cavallo del bianco · h1 torre del bianco | a8 torre del nero · b8 cavallo del nero · c8 alfiere del nero · d8 re del nero · e8 donna del nero · f8 alfiere del nero · g8 cavallo del nero · h8 torre del nero · a7 pedone del nero · b7 pedone del nero · c7 pedone del nero · d7 pedone del nero · e7 pedone del nero · f7 pedone del nero · g7 pedone del nero · h7 pedone del nero · a2 pedone del bianco · b2 pedone del bianco · c2 pedone del bianco · d2 pedone del bianco · e2 pedone del bianco · f2 pedone del bianco · g2 pedone del bianco · h2 pedone del bianco · a1 torre del bianco · b1 cavallo del bianco · c1 alfiere del bianco · d1 donna del bianco · e1 re del bianco · f1 alfiere del bianco · g1 cavallo del bianco · h1 torre del bianco | 5 |
| 4 | a8 torre del nero · b8 cavallo del nero · c8 alfiere del nero · d8 re del nero · e8 donna del nero · f8 alfiere del nero · g8 cavallo del nero · h8 torre del nero · a7 pedone del nero · b7 pedone del nero · c7 pedone del nero · d7 pedone del nero · e7 pedone del nero · f7 pedone del nero · g7 pedone del nero · h7 pedone del nero · a2 pedone del bianco · b2 pedone del bianco · c2 pedone del bianco · d2 pedone del bianco · e2 pedone del bianco · f2 pedone del bianco · g2 pedone del bianco · h2 pedone del bianco · a1 torre del bianco · b1 cavallo del bianco · c1 alfiere del bianco · d1 donna del bianco · e1 re del bianco · f1 alfiere del bianco · g1 cavallo del bianco · h1 torre del bianco | a8 torre del nero · b8 cavallo del nero · c8 alfiere del nero · d8 re del nero · e8 donna del nero · f8 alfiere del nero · g8 cavallo del nero · h8 torre del nero · a7 pedone del nero · b7 pedone del nero · c7 pedone del nero · d7 pedone del nero · e7 pedone del nero · f7 pedone del nero · g7 pedone del nero · h7 pedone del nero · a2 pedone del bianco · b2 pedone del bianco · c2 pedone del bianco · d2 pedone del bianco · e2 pedone del bianco · f2 pedone del bianco · g2 pedone del bianco · h2 pedone del bianco · a1 torre del bianco · b1 cavallo del bianco · c1 alfiere del bianco · d1 donna del bianco · e1 re del bianco · f1 alfiere del bianco · g1 cavallo del bianco · h1 torre del bianco | a8 torre del nero · b8 cavallo del nero · c8 alfiere del nero · d8 re del nero · e8 donna del nero · f8 alfiere del nero · g8 cavallo del nero · h8 torre del nero · a7 pedone del nero · b7 pedone del nero · c7 pedone del nero · d7 pedone del nero · e7 pedone del nero · f7 pedone del nero · g7 pedone del nero · h7 pedone del nero · a2 pedone del bianco · b2 pedone del bianco · c2 pedone del bianco · d2 pedone del bianco · e2 pedone del bianco · f2 pedone del bianco · g2 pedone del bianco · h2 pedone del bianco · a1 torre del bianco · b1 cavallo del bianco · c1 alfiere del bianco · d1 donna del bianco · e1 re del bianco · f1 alfiere del bianco · g1 cavallo del bianco · h1 torre del bianco | a8 torre del nero · b8 cavallo del nero · c8 alfiere del nero · d8 re del nero · e8 donna del nero · f8 alfiere del nero · g8 cavallo del nero · h8 torre del nero · a7 pedone del nero · b7 pedone del nero · c7 pedone del nero · d7 pedone del nero · e7 pedone del nero · f7 pedone del nero · g7 pedone del nero · h7 pedone del nero · a2 pedone del bianco · b2 pedone del bianco · c2 pedone del bianco · d2 pedone del bianco · e2 pedone del bianco · f2 pedone del bianco · g2 pedone del bianco · h2 pedone del bianco · a1 torre del bianco · b1 cavallo del bianco · c1 alfiere del bianco · d1 donna del bianco · e1 re del bianco · f1 alfiere del bianco · g1 cavallo del bianco · h1 torre del bianco | a8 torre del nero · b8 cavallo del nero · c8 alfiere del nero · d8 re del nero · e8 donna del nero · f8 alfiere del nero · g8 cavallo del nero · h8 torre del nero · a7 pedone del nero · b7 pedone del nero · c7 pedone del nero · d7 pedone del nero · e7 pedone del nero · f7 pedone del nero · g7 pedone del nero · h7 pedone del nero · a2 pedone del bianco · b2 pedone del bianco · c2 pedone del bianco · d2 pedone del bianco · e2 pedone del bianco · f2 pedone del bianco · g2 pedone del bianco · h2 pedone del bianco · a1 torre del bianco · b1 cavallo del bianco · c1 alfiere del bianco · d1 donna del bianco · e1 re del bianco · f1 alfiere del bianco · g1 cavallo del bianco · h1 torre del bianco | a8 torre del nero · b8 cavallo del nero · c8 alfiere del nero · d8 re del nero · e8 donna del nero · f8 alfiere del nero · g8 cavallo del nero · h8 torre del nero · a7 pedone del nero · b7 pedone del nero · c7 pedone del nero · d7 pedone del nero · e7 pedone del nero · f7 pedone del nero · g7 pedone del nero · h7 pedone del nero · a2 pedone del bianco · b2 pedone del bianco · c2 pedone del bianco · d2 pedone del bianco · e2 pedone del bianco · f2 pedone del bianco · g2 pedone del bianco · h2 pedone del bianco · a1 torre del bianco · b1 cavallo del bianco · c1 alfiere del bianco · d1 donna del bianco · e1 re del bianco · f1 alfiere del bianco · g1 cavallo del bianco · h1 torre del bianco | a8 torre del nero · b8 cavallo del nero · c8 alfiere del nero · d8 re del nero · e8 donna del nero · f8 alfiere del nero · g8 cavallo del nero · h8 torre del nero · a7 pedone del nero · b7 pedone del nero · c7 pedone del nero · d7 pedone del nero · e7 pedone del nero · f7 pedone del nero · g7 pedone del nero · h7 pedone del nero · a2 pedone del bianco · b2 pedone del bianco · c2 pedone del bianco · d2 pedone del bianco · e2 pedone del bianco · f2 pedone del bianco · g2 pedone del bianco · h2 pedone del bianco · a1 torre del bianco · b1 cavallo del bianco · c1 alfiere del bianco · d1 donna del bianco · e1 re del bianco · f1 alfiere del bianco · g1 cavallo del bianco · h1 torre del bianco | a8 torre del nero · b8 cavallo del nero · c8 alfiere del nero · d8 re del nero · e8 donna del nero · f8 alfiere del nero · g8 cavallo del nero · h8 torre del nero · a7 pedone del nero · b7 pedone del nero · c7 pedone del nero · d7 pedone del nero · e7 pedone del nero · f7 pedone del nero · g7 pedone del nero · h7 pedone del nero · a2 pedone del bianco · b2 pedone del bianco · c2 pedone del bianco · d2 pedone del bianco · e2 pedone del bianco · f2 pedone del bianco · g2 pedone del bianco · h2 pedone del bianco · a1 torre del bianco · b1 cavallo del bianco · c1 alfiere del bianco · d1 donna del bianco · e1 re del bianco · f1 alfiere del bianco · g1 cavallo del bianco · h1 torre del bianco | 4 |
| 3 | a8 torre del nero · b8 cavallo del nero · c8 alfiere del nero · d8 re del nero · e8 donna del nero · f8 alfiere del nero · g8 cavallo del nero · h8 torre del nero · a7 pedone del nero · b7 pedone del nero · c7 pedone del nero · d7 pedone del nero · e7 pedone del nero · f7 pedone del nero · g7 pedone del nero · h7 pedone del nero · a2 pedone del bianco · b2 pedone del bianco · c2 pedone del bianco · d2 pedone del bianco · e2 pedone del bianco · f2 pedone del bianco · g2 pedone del bianco · h2 pedone del bianco · a1 torre del bianco · b1 cavallo del bianco · c1 alfiere del bianco · d1 donna del bianco · e1 re del bianco · f1 alfiere del bianco · g1 cavallo del bianco · h1 torre del bianco | a8 torre del nero · b8 cavallo del nero · c8 alfiere del nero · d8 re del nero · e8 donna del nero · f8 alfiere del nero · g8 cavallo del nero · h8 torre del nero · a7 pedone del nero · b7 pedone del nero · c7 pedone del nero · d7 pedone del nero · e7 pedone del nero · f7 pedone del nero · g7 pedone del nero · h7 pedone del nero · a2 pedone del bianco · b2 pedone del bianco · c2 pedone del bianco · d2 pedone del bianco · e2 pedone del bianco · f2 pedone del bianco · g2 pedone del bianco · h2 pedone del bianco · a1 torre del bianco · b1 cavallo del bianco · c1 alfiere del bianco · d1 donna del bianco · e1 re del bianco · f1 alfiere del bianco · g1 cavallo del bianco · h1 torre del bianco | a8 torre del nero · b8 cavallo del nero · c8 alfiere del nero · d8 re del nero · e8 donna del nero · f8 alfiere del nero · g8 cavallo del nero · h8 torre del nero · a7 pedone del nero · b7 pedone del nero · c7 pedone del nero · d7 pedone del nero · e7 pedone del nero · f7 pedone del nero · g7 pedone del nero · h7 pedone del nero · a2 pedone del bianco · b2 pedone del bianco · c2 pedone del bianco · d2 pedone del bianco · e2 pedone del bianco · f2 pedone del bianco · g2 pedone del bianco · h2 pedone del bianco · a1 torre del bianco · b1 cavallo del bianco · c1 alfiere del bianco · d1 donna del bianco · e1 re del bianco · f1 alfiere del bianco · g1 cavallo del bianco · h1 torre del bianco | a8 torre del nero · b8 cavallo del nero · c8 alfiere del nero · d8 re del nero · e8 donna del nero · f8 alfiere del nero · g8 cavallo del nero · h8 torre del nero · a7 pedone del nero · b7 pedone del nero · c7 pedone del nero · d7 pedone del nero · e7 pedone del nero · f7 pedone del nero · g7 pedone del nero · h7 pedone del nero · a2 pedone del bianco · b2 pedone del bianco · c2 pedone del bianco · d2 pedone del bianco · e2 pedone del bianco · f2 pedone del bianco · g2 pedone del bianco · h2 pedone del bianco · a1 torre del bianco · b1 cavallo del bianco · c1 alfiere del bianco · d1 donna del bianco · e1 re del bianco · f1 alfiere del bianco · g1 cavallo del bianco · h1 torre del bianco | a8 torre del nero · b8 cavallo del nero · c8 alfiere del nero · d8 re del nero · e8 donna del nero · f8 alfiere del nero · g8 cavallo del nero · h8 torre del nero · a7 pedone del nero · b7 pedone del nero · c7 pedone del nero · d7 pedone del nero · e7 pedone del nero · f7 pedone del nero · g7 pedone del nero · h7 pedone del nero · a2 pedone del bianco · b2 pedone del bianco · c2 pedone del bianco · d2 pedone del bianco · e2 pedone del bianco · f2 pedone del bianco · g2 pedone del bianco · h2 pedone del bianco · a1 torre del bianco · b1 cavallo del bianco · c1 alfiere del bianco · d1 donna del bianco · e1 re del bianco · f1 alfiere del bianco · g1 cavallo del bianco · h1 torre del bianco | a8 torre del nero · b8 cavallo del nero · c8 alfiere del nero · d8 re del nero · e8 donna del nero · f8 alfiere del nero · g8 cavallo del nero · h8 torre del nero · a7 pedone del nero · b7 pedone del nero · c7 pedone del nero · d7 pedone del nero · e7 pedone del nero · f7 pedone del nero · g7 pedone del nero · h7 pedone del nero · a2 pedone del bianco · b2 pedone del bianco · c2 pedone del bianco · d2 pedone del bianco · e2 pedone del bianco · f2 pedone del bianco · g2 pedone del bianco · h2 pedone del bianco · a1 torre del bianco · b1 cavallo del bianco · c1 alfiere del bianco · d1 donna del bianco · e1 re del bianco · f1 alfiere del bianco · g1 cavallo del bianco · h1 torre del bianco | a8 torre del nero · b8 cavallo del nero · c8 alfiere del nero · d8 re del nero · e8 donna del nero · f8 alfiere del nero · g8 cavallo del nero · h8 torre del nero · a7 pedone del nero · b7 pedone del nero · c7 pedone del nero · d7 pedone del nero · e7 pedone del nero · f7 pedone del nero · g7 pedone del nero · h7 pedone del nero · a2 pedone del bianco · b2 pedone del bianco · c2 pedone del bianco · d2 pedone del bianco · e2 pedone del bianco · f2 pedone del bianco · g2 pedone del bianco · h2 pedone del bianco · a1 torre del bianco · b1 cavallo del bianco · c1 alfiere del bianco · d1 donna del bianco · e1 re del bianco · f1 alfiere del bianco · g1 cavallo del bianco · h1 torre del bianco | a8 torre del nero · b8 cavallo del nero · c8 alfiere del nero · d8 re del nero · e8 donna del nero · f8 alfiere del nero · g8 cavallo del nero · h8 torre del nero · a7 pedone del nero · b7 pedone del nero · c7 pedone del nero · d7 pedone del nero · e7 pedone del nero · f7 pedone del nero · g7 pedone del nero · h7 pedone del nero · a2 pedone del bianco · b2 pedone del bianco · c2 pedone del bianco · d2 pedone del bianco · e2 pedone del bianco · f2 pedone del bianco · g2 pedone del bianco · h2 pedone del bianco · a1 torre del bianco · b1 cavallo del bianco · c1 alfiere del bianco · d1 donna del bianco · e1 re del bianco · f1 alfiere del bianco · g1 cavallo del bianco · h1 torre del bianco | 3 |
| 2 | a8 torre del nero · b8 cavallo del nero · c8 alfiere del nero · d8 re del nero · e8 donna del nero · f8 alfiere del nero · g8 cavallo del nero · h8 torre del nero · a7 pedone del nero · b7 pedone del nero · c7 pedone del nero · d7 pedone del nero · e7 pedone del nero · f7 pedone del nero · g7 pedone del nero · h7 pedone del nero · a2 pedone del bianco · b2 pedone del bianco · c2 pedone del bianco · d2 pedone del bianco · e2 pedone del bianco · f2 pedone del bianco · g2 pedone del bianco · h2 pedone del bianco · a1 torre del bianco · b1 cavallo del bianco · c1 alfiere del bianco · d1 donna del bianco · e1 re del bianco · f1 alfiere del bianco · g1 cavallo del bianco · h1 torre del bianco | a8 torre del nero · b8 cavallo del nero · c8 alfiere del nero · d8 re del nero · e8 donna del nero · f8 alfiere del nero · g8 cavallo del nero · h8 torre del nero · a7 pedone del nero · b7 pedone del nero · c7 pedone del nero · d7 pedone del nero · e7 pedone del nero · f7 pedone del nero · g7 pedone del nero · h7 pedone del nero · a2 pedone del bianco · b2 pedone del bianco · c2 pedone del bianco · d2 pedone del bianco · e2 pedone del bianco · f2 pedone del bianco · g2 pedone del bianco · h2 pedone del bianco · a1 torre del bianco · b1 cavallo del bianco · c1 alfiere del bianco · d1 donna del bianco · e1 re del bianco · f1 alfiere del bianco · g1 cavallo del bianco · h1 torre del bianco | a8 torre del nero · b8 cavallo del nero · c8 alfiere del nero · d8 re del nero · e8 donna del nero · f8 alfiere del nero · g8 cavallo del nero · h8 torre del nero · a7 pedone del nero · b7 pedone del nero · c7 pedone del nero · d7 pedone del nero · e7 pedone del nero · f7 pedone del nero · g7 pedone del nero · h7 pedone del nero · a2 pedone del bianco · b2 pedone del bianco · c2 pedone del bianco · d2 pedone del bianco · e2 pedone del bianco · f2 pedone del bianco · g2 pedone del bianco · h2 pedone del bianco · a1 torre del bianco · b1 cavallo del bianco · c1 alfiere del bianco · d1 donna del bianco · e1 re del bianco · f1 alfiere del bianco · g1 cavallo del bianco · h1 torre del bianco | a8 torre del nero · b8 cavallo del nero · c8 alfiere del nero · d8 re del nero · e8 donna del nero · f8 alfiere del nero · g8 cavallo del nero · h8 torre del nero · a7 pedone del nero · b7 pedone del nero · c7 pedone del nero · d7 pedone del nero · e7 pedone del nero · f7 pedone del nero · g7 pedone del nero · h7 pedone del nero · a2 pedone del bianco · b2 pedone del bianco · c2 pedone del bianco · d2 pedone del bianco · e2 pedone del bianco · f2 pedone del bianco · g2 pedone del bianco · h2 pedone del bianco · a1 torre del bianco · b1 cavallo del bianco · c1 alfiere del bianco · d1 donna del bianco · e1 re del bianco · f1 alfiere del bianco · g1 cavallo del bianco · h1 torre del bianco | a8 torre del nero · b8 cavallo del nero · c8 alfiere del nero · d8 re del nero · e8 donna del nero · f8 alfiere del nero · g8 cavallo del nero · h8 torre del nero · a7 pedone del nero · b7 pedone del nero · c7 pedone del nero · d7 pedone del nero · e7 pedone del nero · f7 pedone del nero · g7 pedone del nero · h7 pedone del nero · a2 pedone del bianco · b2 pedone del bianco · c2 pedone del bianco · d2 pedone del bianco · e2 pedone del bianco · f2 pedone del bianco · g2 pedone del bianco · h2 pedone del bianco · a1 torre del bianco · b1 cavallo del bianco · c1 alfiere del bianco · d1 donna del bianco · e1 re del bianco · f1 alfiere del bianco · g1 cavallo del bianco · h1 torre del bianco | a8 torre del nero · b8 cavallo del nero · c8 alfiere del nero · d8 re del nero · e8 donna del nero · f8 alfiere del nero · g8 cavallo del nero · h8 torre del nero · a7 pedone del nero · b7 pedone del nero · c7 pedone del nero · d7 pedone del nero · e7 pedone del nero · f7 pedone del nero · g7 pedone del nero · h7 pedone del nero · a2 pedone del bianco · b2 pedone del bianco · c2 pedone del bianco · d2 pedone del bianco · e2 pedone del bianco · f2 pedone del bianco · g2 pedone del bianco · h2 pedone del bianco · a1 torre del bianco · b1 cavallo del bianco · c1 alfiere del bianco · d1 donna del bianco · e1 re del bianco · f1 alfiere del bianco · g1 cavallo del bianco · h1 torre del bianco | a8 torre del nero · b8 cavallo del nero · c8 alfiere del nero · d8 re del nero · e8 donna del nero · f8 alfiere del nero · g8 cavallo del nero · h8 torre del nero · a7 pedone del nero · b7 pedone del nero · c7 pedone del nero · d7 pedone del nero · e7 pedone del nero · f7 pedone del nero · g7 pedone del nero · h7 pedone del nero · a2 pedone del bianco · b2 pedone del bianco · c2 pedone del bianco · d2 pedone del bianco · e2 pedone del bianco · f2 pedone del bianco · g2 pedone del bianco · h2 pedone del bianco · a1 torre del bianco · b1 cavallo del bianco · c1 alfiere del bianco · d1 donna del bianco · e1 re del bianco · f1 alfiere del bianco · g1 cavallo del bianco · h1 torre del bianco | a8 torre del nero · b8 cavallo del nero · c8 alfiere del nero · d8 re del nero · e8 donna del nero · f8 alfiere del nero · g8 cavallo del nero · h8 torre del nero · a7 pedone del nero · b7 pedone del nero · c7 pedone del nero · d7 pedone del nero · e7 pedone del nero · f7 pedone del nero · g7 pedone del nero · h7 pedone del nero · a2 pedone del bianco · b2 pedone del bianco · c2 pedone del bianco · d2 pedone del bianco · e2 pedone del bianco · f2 pedone del bianco · g2 pedone del bianco · h2 pedone del bianco · a1 torre del bianco · b1 cavallo del bianco · c1 alfiere del bianco · d1 donna del bianco · e1 re del bianco · f1 alfiere del bianco · g1 cavallo del bianco · h1 torre del bianco | 2 |
| 1 | a8 torre del nero · b8 cavallo del nero · c8 alfiere del nero · d8 re del nero · e8 donna del nero · f8 alfiere del nero · g8 cavallo del nero · h8 torre del nero · a7 pedone del nero · b7 pedone del nero · c7 pedone del nero · d7 pedone del nero · e7 pedone del nero · f7 pedone del nero · g7 pedone del nero · h7 pedone del nero · a2 pedone del bianco · b2 pedone del bianco · c2 pedone del bianco · d2 pedone del bianco · e2 pedone del bianco · f2 pedone del bianco · g2 pedone del bianco · h2 pedone del bianco · a1 torre del bianco · b1 cavallo del bianco · c1 alfiere del bianco · d1 donna del bianco · e1 re del bianco · f1 alfiere del bianco · g1 cavallo del bianco · h1 torre del bianco | a8 torre del nero · b8 cavallo del nero · c8 alfiere del nero · d8 re del nero · e8 donna del nero · f8 alfiere del nero · g8 cavallo del nero · h8 torre del nero · a7 pedone del nero · b7 pedone del nero · c7 pedone del nero · d7 pedone del nero · e7 pedone del nero · f7 pedone del nero · g7 pedone del nero · h7 pedone del nero · a2 pedone del bianco · b2 pedone del bianco · c2 pedone del bianco · d2 pedone del bianco · e2 pedone del bianco · f2 pedone del bianco · g2 pedone del bianco · h2 pedone del bianco · a1 torre del bianco · b1 cavallo del bianco · c1 alfiere del bianco · d1 donna del bianco · e1 re del bianco · f1 alfiere del bianco · g1 cavallo del bianco · h1 torre del bianco | a8 torre del nero · b8 cavallo del nero · c8 alfiere del nero · d8 re del nero · e8 donna del nero · f8 alfiere del nero · g8 cavallo del nero · h8 torre del nero · a7 pedone del nero · b7 pedone del nero · c7 pedone del nero · d7 pedone del nero · e7 pedone del nero · f7 pedone del nero · g7 pedone del nero · h7 pedone del nero · a2 pedone del bianco · b2 pedone del bianco · c2 pedone del bianco · d2 pedone del bianco · e2 pedone del bianco · f2 pedone del bianco · g2 pedone del bianco · h2 pedone del bianco · a1 torre del bianco · b1 cavallo del bianco · c1 alfiere del bianco · d1 donna del bianco · e1 re del bianco · f1 alfiere del bianco · g1 cavallo del bianco · h1 torre del bianco | a8 torre del nero · b8 cavallo del nero · c8 alfiere del nero · d8 re del nero · e8 donna del nero · f8 alfiere del nero · g8 cavallo del nero · h8 torre del nero · a7 pedone del nero · b7 pedone del nero · c7 pedone del nero · d7 pedone del nero · e7 pedone del nero · f7 pedone del nero · g7 pedone del nero · h7 pedone del nero · a2 pedone del bianco · b2 pedone del bianco · c2 pedone del bianco · d2 pedone del bianco · e2 pedone del bianco · f2 pedone del bianco · g2 pedone del bianco · h2 pedone del bianco · a1 torre del bianco · b1 cavallo del bianco · c1 alfiere del bianco · d1 donna del bianco · e1 re del bianco · f1 alfiere del bianco · g1 cavallo del bianco · h1 torre del bianco | a8 torre del nero · b8 cavallo del nero · c8 alfiere del nero · d8 re del nero · e8 donna del nero · f8 alfiere del nero · g8 cavallo del nero · h8 torre del nero · a7 pedone del nero · b7 pedone del nero · c7 pedone del nero · d7 pedone del nero · e7 pedone del nero · f7 pedone del nero · g7 pedone del nero · h7 pedone del nero · a2 pedone del bianco · b2 pedone del bianco · c2 pedone del bianco · d2 pedone del bianco · e2 pedone del bianco · f2 pedone del bianco · g2 pedone del bianco · h2 pedone del bianco · a1 torre del bianco · b1 cavallo del bianco · c1 alfiere del bianco · d1 donna del bianco · e1 re del bianco · f1 alfiere del bianco · g1 cavallo del bianco · h1 torre del bianco | a8 torre del nero · b8 cavallo del nero · c8 alfiere del nero · d8 re del nero · e8 donna del nero · f8 alfiere del nero · g8 cavallo del nero · h8 torre del nero · a7 pedone del nero · b7 pedone del nero · c7 pedone del nero · d7 pedone del nero · e7 pedone del nero · f7 pedone del nero · g7 pedone del nero · h7 pedone del nero · a2 pedone del bianco · b2 pedone del bianco · c2 pedone del bianco · d2 pedone del bianco · e2 pedone del bianco · f2 pedone del bianco · g2 pedone del bianco · h2 pedone del bianco · a1 torre del bianco · b1 cavallo del bianco · c1 alfiere del bianco · d1 donna del bianco · e1 re del bianco · f1 alfiere del bianco · g1 cavallo del bianco · h1 torre del bianco | a8 torre del nero · b8 cavallo del nero · c8 alfiere del nero · d8 re del nero · e8 donna del nero · f8 alfiere del nero · g8 cavallo del nero · h8 torre del nero · a7 pedone del nero · b7 pedone del nero · c7 pedone del nero · d7 pedone del nero · e7 pedone del nero · f7 pedone del nero · g7 pedone del nero · h7 pedone del nero · a2 pedone del bianco · b2 pedone del bianco · c2 pedone del bianco · d2 pedone del bianco · e2 pedone del bianco · f2 pedone del bianco · g2 pedone del bianco · h2 pedone del bianco · a1 torre del bianco · b1 cavallo del bianco · c1 alfiere del bianco · d1 donna del bianco · e1 re del bianco · f1 alfiere del bianco · g1 cavallo del bianco · h1 torre del bianco | a8 torre del nero · b8 cavallo del nero · c8 alfiere del nero · d8 re del nero · e8 donna del nero · f8 alfiere del nero · g8 cavallo del nero · h8 torre del nero · a7 pedone del nero · b7 pedone del nero · c7 pedone del nero · d7 pedone del nero · e7 pedone del nero · f7 pedone del nero · g7 pedone del nero · h7 pedone del nero · a2 pedone del bianco · b2 pedone del bianco · c2 pedone del bianco · d2 pedone del bianco · e2 pedone del bianco · f2 pedone del bianco · g2 pedone del bianco · h2 pedone del bianco · a1 torre del bianco · b1 cavallo del bianco · c1 alfiere del bianco · d1 donna del bianco · e1 re del bianco · f1 alfiere del bianco · g1 cavallo del bianco · h1 torre del bianco | 1 |
|   | a | b | c | d | e | f | g | h |   |

I precursori degli scacchi provenivano dall'India. Lì, la sua primitiva forma nel VII secolo e.v. era nota come caturaṅga, che si traduce in "quattro branche (delle forze armate)": fanteria, cavalleria, (addetti agli) elefanti da guerra, e (addetti ai) carri da guerra. Queste forme sono rappresentate dai pezzi che sarebbero evoluti nei moderni pedone, cavallo, alfiere, e torre, rispettivamente.
Gli scacchi furono introdotti in Persia dall'India e divennero parte dell'educazione principesca o cortigiana della nobiltà persiana. Intorno al 600 e.v. nella Persia sassanide, il nome del gioco divenne chatrang, che in seguito si trasformò in shatranj dopo la conquista islamica della Persia da parte del califfato dei Rashidun, per via della carenza dei suoni nativi ch e ng nella lingua araba. Le regole furono ulteriormente sviluppate in questo periodo; i giocatori iniziarono a chiamare "Shāh!" (persiano per "Re!") quando attaccavano il re avversario, e "Shāh Māt!" (persiano per "il re non ha scampo" — vedi scacco matto) quando il re era stato attaccato e non poteva sottrarsi all'attacco. Queste esclamazioni rimasero negli scacchi quando essi si spostarono in altre terre.
Il gioco fu adottato dal mondo islamico dopo che gli arabi musulmani ebbero conquistato l'impero sassanide, ed i pezzi conservarono largamente i loro nomi persiani. I mori del Nord Africa resero il persiano "shatranj" con shaṭerej, che diede origine agli spagnoli acedrex, axedrez e ajedrez; in portoghese divenne xadrez, e in greco zatrikion, ma nel resto dell'Europa fu sostituito da versioni del persiano shāh‎ ("re"). Pertanto, il gioco finì per essere chiamato ludus scacchorum o scacc(h)i in latino, scacchi in italiano, escacs in catalano, échecs in francese (eschecs in francese antico); schaken in olandese, Schach in tedesco, szachy in polacco, šahs in lettone, skak in danese, sjakk in norvegese, schack in svedese, šakki in finlandese, šah in slavo meridionale, sakk in ungherese, e șah in rumeno; ci sono due teorie sul perché avvenne questo cambiamento:
1. Dall'esclamazione "scacco" o "scacco matto" come veniva pronunciata in varie lingue.
2. Dai primi pezzi degli scacchi conosciuti nell'Europa occidentale (tranne nella Penisola iberica e Grecia) che erano re degli scacchi ornamentali fatti arrivare da mercanti musulmani curiosi.

I mongoli chiamano shatar il gioco, e in Etiopia è chiamato senterej; entrambe le parole sono evidentemente derivate da shatranj.
Gli scacchi si diffusero direttamente dal Medio Oriente alla Russia, dove divennero noti come шахматы (šachmaty, letteralmente "scaccomatti", un caso di pluralia tantum).
Il gioco raggiunse Europa occidentale e Russia perlomeno attraverso tre percorsi, di cui il primo fu nel XI secolo. Intorno al 1000 si era esteso in tutta Europa. Introdotti nella Penisola iberica dai mori nel X secolo, furono descritti in un famoso manoscritto del XIII secolo che trattava di shatranj, backgammon e dadi, dal titolo Libro de los juegos.
Gli scacchi si diffusero in tutto il mondo e presto presero forma molte varianti del gioco. Pellegrini buddisti, mercanti della via della seta ed altri li portarono nell'Estremo Oriente dove furono trasformati ed assimilati ad un gioco praticato spesso sull'intersezione delle righe della scacchiera piuttosto che nei quadrati. Il Caturaṅga raggiunse l'Europa attraverso la Persia, l'Impero bizantino e l'Impero arabo in fase di espansione. I musulmani portarono gli scacchi in Nord Africa, Sicilia e Penisola iberica verso il X secolo.
Il gioco si sviluppò largamente in Europa. Verso la fine del XV secolo sopravvisse ad una serie di divieti e 
sanzioni della Chiesa cristiana per assumere quasi la forma del gioco moderno. La storia moderna vide affidabili opere di riferimento, tornei di scacchi competitivi, e nuove attrattive varianti. Questi fattori contribuirono alla popolarità del gioco, ulteriormente esaltata da meccanismi segnatempo affidabili (introdotti per la prima volta nel 1861), regole efficaci, e giocatori carismatici.

## India

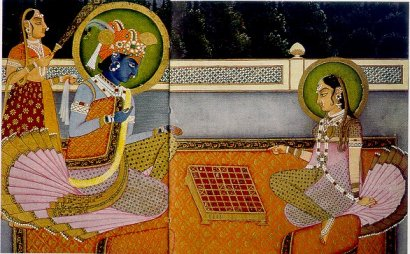
Krishna e Radha giocano a caturaṅga su un Ashtāpada 8×8.

Il più antico precursore dei moderni scacchi è un gioco chiamato caturaṅga, che fioriva in India verso il VI secolo, e il più antico gioco conosciuto ad avere due caratteristiche essenziali che si ritrovarono in tutte le successive varianti di scacchi — pezzi diversi con diversi poteri (il che non avveniva nella dama e nel go), e la vittoria che dipende dalla sorte di un pezzo, il re degli scacchi moderni. Secondo una teoria comune lo sviluppo indiano della scacchiera e degli scacchi era probabilmente legato all'illuminismo indiano che comprendeva la creazione del numero zero. Altri pezzi da gioco (congetturalmente chiamati "pezzi degli scacchi") scoperti in ritrovamenti archeologici sono ritenuti provenire da altri giochi da tavolo, legati alla lontana, che potrebbero aver avuto scacchiere da 100 caselle ed oltre.
Gli scacchi furono progettati per un ashtāpada (in sanscrito, "che ha otto piedi", ossia una tavola quadrata 8×8), che potrebbe essere stata usata per un gioco di corsa tipo backgammon (forse collegato ad un gioco di corsa mosso dai dadi che ancora si pratica nell'India meridionale, in cui il tracciato inizia nel mezzo di un lato e converge a spirale verso il centro). Ashtāpada, la tavola senza riquadri 8×8 serviva come tavola principale per giocare il caturaṅga. Tra le altre tavole indiane c'erano la Dasapada 10×10 e la Saturankam 9×9. Le scacchiere tradizionali indiane hanno spesso delle X segnate su alcune o tutte le caselle a1 a4 a5 a8 d1 d4 d5 d8 e1 e4 e5 e8 h1 h4 h5 h8: queste potrebbero essere state delle "caselle sicure" in cui non era premessa la cattura in un gioco di corsa mosso dai dadi simile al backgammon giocato sull'ashtāpada prima che fossero inventati gli scacchi.
La teoria Cox-Forbes, proposta verso la fine del XVIII secolo da Hiram Cox, e in seguito sviluppata da Duncan Forbes, asseriva che il gioco da quattro concorrenti chaturaji era la forma originaria di caturaṅga. Questa teoria non è più considerata sostenibile.
In sanscrito, "caturaṅga" (चतुरङ्ग) letteralmente significa "che ha quattro arti (o parti)" e nella poesia epica spesso significa "esercito" (le cui quattro parti sono elefanti, carri, cavalieri, fanti). Il nome venne da una formazione di battaglia menzionata nel poema indiano Mahābhārata. Il gioco caturaṅga era un gioco di simulazione di battaglia che rappresentava la strategia militare indiana del tempo.
Alcuni anticamente usavano un dado per decidere quale pezzo muovere. C'era una teoria indimostrata secondo cui gli scacchi sarebbero partiti come gioco di dadi e gli aspetti di scommessa ed alea sarebbero stati eliminati per obiezioni religiose induiste.
Gli studiosi delle zone in cui poi si diffusero gli scacchi, per esempio l'arabo Abu al-Hasan 'Ali al-Mas'udi, descrissero l'uso degli scacchi come uno strumento per strategia militare, matematica, azzardo e perfino una vaga associazione con l'astronomia. Mas'udi nota che l'avorio in India era usato principalmente per la produzione di pezzi da backgammon, e afferma che il gioco era stato introdotto dalla Persia all'India, assieme al libro Kalīla wa-Dimna, durante il regno di Cosroe I.
In alcune varianti, la vittoria si raggiungeva mediante scacco matto, o stallo, o "re scoperto" (togliendo all'avversario tutti i pezzi tranne il re).
In alcune parti dell'India i pezzi al posto di torre, cavallo e alfiere furono ribattezzati con parole che significavano (in quest'ordine) Barca, Cavallo, ed Elefante, o Elefante, Cavallo e Cammello, ma mantenendo i rispettivi modi di muovere dei pezzi. Negli scacchi più antichi le mosse dei pezzi erano:
| Nome originale | Nome moderno | Versione                      | Mossa originale                                                                                               |
| -------------- | ------------ | ----------------------------- | --- |
| re             | re           | tutte                         | come oggi |
| consigliere    | regina       | tutte                         | una casella in diagonale, solo                                                                                |
| elefante       | alfiere      | Persia e Occidente            | due caselle in diagonale (nessuna in più o in meno), ma poteva saltare sopra un pezzo in mezzo                |
| elefante       | alfiere      | una vecchia versione indiana  | due caselle di lato o aventi e indietro (nessuna in più o in meno), ma poteva saltare sopra un pezzo in mezzo |
| elefante       | alfiere      | Asia sudorientale e orientale | una casella in diagonale, o una casella avanti, come quattro zampe e il tronco di elefante                    |
| cavallo        | cavallo      | tutte                         | come oggi |
| carro          | torre        | tutte                         | come oggi |
| fante          | pedone       | tutte                         | una casella avanti (non due), catturando una casella in diagonale avanti; promosso solo a regina              |

Due viaggiatori arabi registrarono ciascuno una regola severa indiana contro lo stallo:
- Un giocatore posto in stallo vince ipso facto.
- Un re in stallo può prendere uno dei pezzi avversari che porrebbero in scacco il re se movesse.

## Iran (Persia)

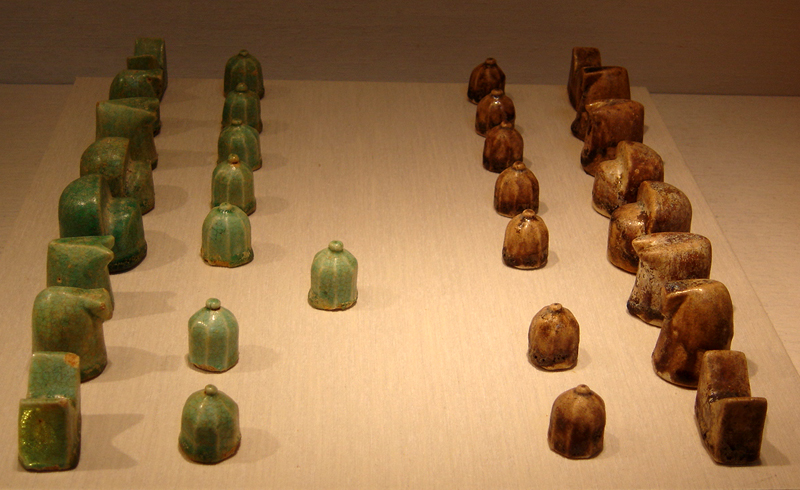
Un gioco iraniano da shatranj, ceramica vitrea smaltata, XII secolo, New York Metropolitan Museum of Art
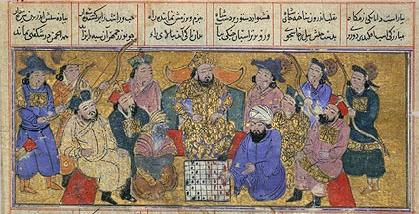
Manoscritto persiano del XIV secolo descrivente come un ambasciatore indiano portò gli scacchi a corte
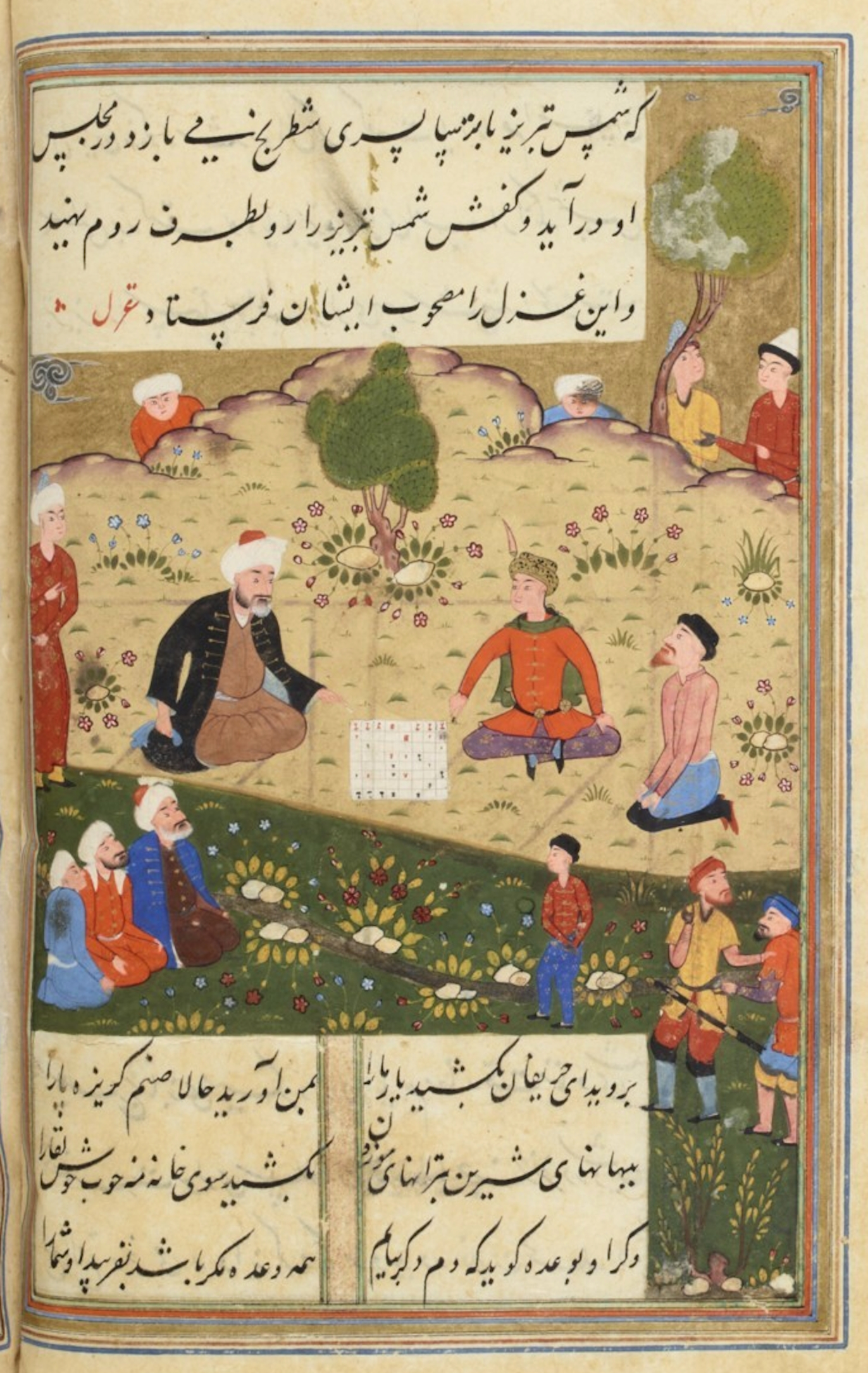
Shams-e-Tabrīzī come ritratto in un dipinto del 1500 nella pagina di una copia del poema di Jalal al-Din Rumi dedicato a Shams
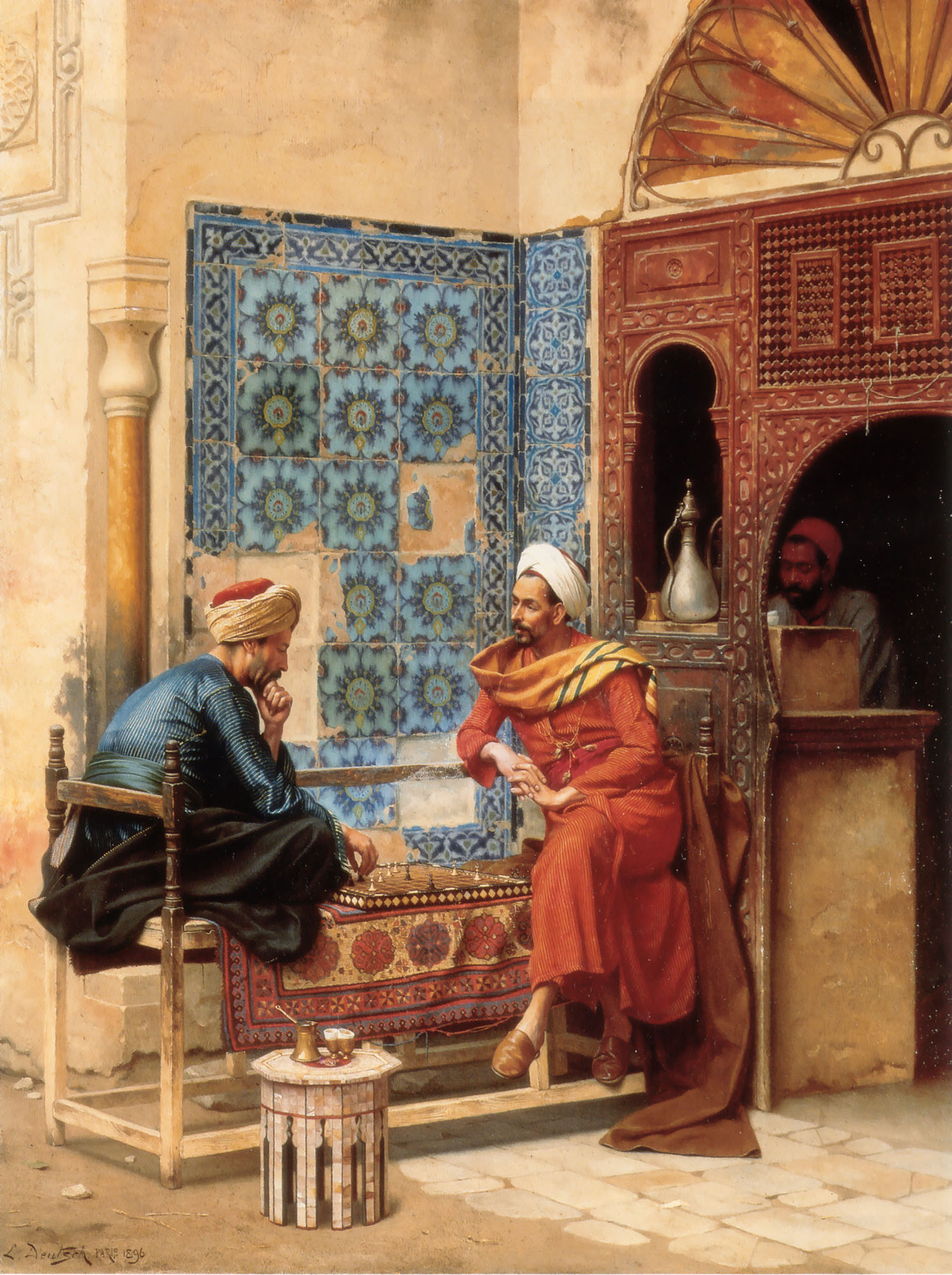
Partita a scacchi tra Tha'ālibī e Bakhazari, dipinto di Ludwig Deutsch del 1896

Il Kar-Namag i Ardashir i Pabagan, un poema epico pahlavi circa il fondatore dell'impero persiano sasanide, menziona il gioco dello chatrang come una delle realizzazioni del leggendario eroe Ardashir I, fondatore dell'impero.
La più antica partita a scacchi di cui si abbia notizia è nel X secolo tra uno storico di Baghdad ed un allievo.
È arrivato sino a noi un manoscritto con le regole del gioco chiamato "Matikan-i-chatrang" (il libro degli scacchi) in medio persiano ovvero pahlavi. Nel libro dell'XI secolo Shāh-Nāmeh, Firdusi descrive un ragià in visita dall'India che rievoca le battaglie del passato sulla scacchiera. Di seguito una traduzione, basata sui manoscritti presenti al British Museum:
"Oh grande re, chiama i tuoi saggi e lascia che risolvano i misteri di questo gioco. Se riusciranno nel loro intento, il re di Hind pagherà un tributo come signore supremo, ma se falliranno sarà la prova che i Persiani sono di intelligenza inferiore e chiederemo un tributo all'Iran".
Ai cortigiani fu mostrata la scacchiera e dopo un giorno e una notte di profonda riflessione uno di loro, Bozorgmehr, risolse il mistero e fu riccamente ricompensato dal suo compiaciuto sovrano.»
Lo Shahnameh prosegue proponendo una versione apocrifa delle origini del gioco degli scacchi nella storia di Talhand e Gav, due fratellastri che competono per il trono di Hind (India). Si affrontano in battaglia e Talhand muore sull'elefante senza una ferita. Credendo che Gav avesse ucciso Talhand, la madre è sconvolta. Gav dice alla madre che Talhand non era morto per mano sua o dei suoi uomini, ma lei non capisce come sia potuto accadere. Così i saggi di corte inventano il gioco degli scacchi, descrivendo i pezzi e come muovono, per mostrare alla madre dei principi come si era svolta la battaglia e come Talhand fosse morto di sfinimento vedendosi circondato dai nemici. Il poema usa il termine persiano "Shāh māt" (scacco matto) per descrivere la sorte di Talhand.
Il filosofo e teologo Al-Ghazali nomina gli scacchi ne L'alchimia della felicità (کیمیای سعادت, Kimiya-yi Sa'ādat), opera databile intorno al 1100. Usa un esempio specifico di un'abitudine che potrebbe oscurare la virtù di una persona:
L'aspetto dei pezzi degli scacchi era cambiato notevolmente dai tempi dello caturaṅga, con i pezzi decorati e i pezzi degli scacchi che raffiguravano animali che cedevano il passo a forme astratte. Questo a causa di un divieto musulmano sui pezzi del gioco che assomigliano ad esseri viventi, perché si diceva che avrebbero incarnato immagini di idolatria. Le serie islamiche di pezzi dei secoli successivi seguivano uno schema che assegnava loro nomi e forme astratte, dato che l'Islam proibisce la raffigurazione artistica di animali ed esseri umani. Questi pezzi di solito erano fatti di semplice creta e pietra intagliata.

## Asia orientale

### Cina
Si ritiene che gli scacchi, in quanto gioco di strategia giocato in Cina, siano derivati dal caturaṅga indiano. Il caturaṅga fu trasformato nel gioco xiangqi in cui i pezzi sono posti all'intersezione delle linee della tavola invece che nelle caselle. Lo scopo della variante cinese è simile a quello del caturaṅga, ossia porre in condizione senza scampo il re avversario, noto come "generale" su un lato e "governatore" sull'altro. Gli scacchi cinesi mutuano elementi dal gioco del go, che si praticava in Cina almeno dal VI secolo a.C. Per l'influenza del go, gli scacchi cinesi si giocano sull'intersezione delle linee della tavola, invece che sulle caselle. Il gioco dello xiangqi ha anche la particolarità unica che la fila centrale della tavola rappresenta un fiume, e non è divisa in quadrati. I pezzi degli scacchi cinesi sono di solito piatti e assomigliano a quelli usati nella dama, con i pezzi differenziati scrivendone il nome sulla superficie piatta.
Una teoria alternativa sostiene che gli scacchi sarebbero scaturiti dallo xiangqi o da un predecessore di esso, esistente in Cina sin dal III secolo a.C. David H. Li, un traduttore di antichi tesi cinesi, ipotizza che il generale Han Xin fosse partito dal più vecchio gioco del Liubo per sviluppare una primitiva forma di scacchi cinesi nell'inverno del 204—203 a.C. Lo storico degli scacchi tedesco Peter Banaschak, tuttavia, rileva che l'ipotesi principale di Li "si basa praticamente sul nulla." Osserva che lo "Xuanguai lu", scritto dal ministro della dinastia Tang Niu Sengru (779–847), rimane la prima vera fonte della variante cinese di scacchi xiangqi.

### Giappone
Una ragguardevole variante di scacchi nell'Asia orientale è il gioco dello shōgi, trasmesso dall'India a Cina e Corea e infine al Giappone. Le tre caratteristiche distintive dello shōgi sono:
1. I pezzi catturati possono essere riutilizzati dal catturante, diventando parte delle sue forze.
2. I pedoni catturano come muovono, ossia una casella avanti dritto.[44]
3. La tavola è 9×9, con un secondo "generale d'oro" sull'altro lato del re (cioè, per esprimersi in gergo scacchistico, come se il re fosse affiancato da due regine).

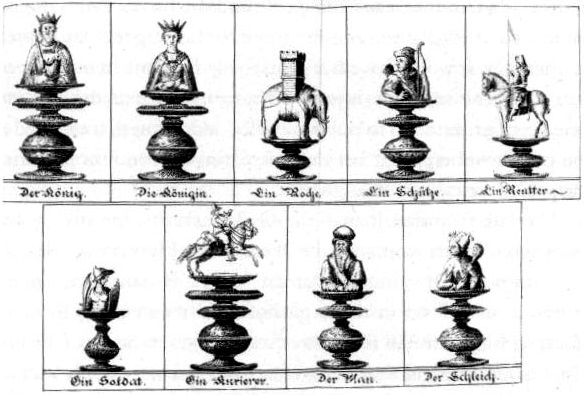
Illustrazione dei pezzi per gli scacchi corriere eseguita da Gustavus Selenus nel libro Das Schach-oder Königs-Spiel (1616).

Il paracadutaggio (caratteristica 1 ut supra) non faceva parte originariamente dello shōgi. Nel XIII secolo lo shōgi subì un'espansione, facendo nascere il gioco del dai shōgi, giocato su una tavola da 15×15 con molti pezzi nuovi, tra cui torre, alfiere e regina (inventati indipendentemente) degli scacchi occidentali, l'elefante ubriaco che può essere promosso a secondo re, ed anche l'ancor più potente leone, che tra le varie stravaganze ha il potere di muovere o catturare due volte per turno. Intorno al XIV o XV secolo la popolarità del dai shōgi tramontò in favore del più piccolo chu shōgi, giocato su una più contenuta tavola 12×12 che scartava i pezzi più deboli del dai shōgi, analogamente allo sviluppo degli scacchi corriere nell'Occidente. Nello stesso periodo, lo shōgi 9×9 originale, ribattezzato sho shōgi, veniva ancora praticato, ma veniva considerato meno prestigioso rispetto a chu shōgi e dai shōgi. Lo chu shōgi era molto popolare in Giappone, e da esso vennero aggiunti nello sho shōgi torre, alfiere e elefante ubriaco; solo i primi due rimangono ancor oggi.
Nei secoli XV e XVI furono descritte ulteriori varianti dello shōgi su grandi tavole e con molti più pezzi. Il libro del 1694 Shōgi Zushiki descrive tenjiku shōgi (16×16), dai dai shōgi (17×17), maka dai dai shōgi (19×19), e tai shōgi (25×25); menziona altresì wa shōgi (11×11), ko shōgi (19×19), e taikyoku shōgi (36×36). Non si ritiene che questi giochi fossero praticati moltissimo.
Lo chu shōgi perse popolarità dopo l'aggiunta del paracadutaggio allo sho shōgi e l'eliminazione dell'elefante ubriaco nel XVI secolo, e divenne agonizzante verso la fine del XX secolo. Queste modifiche allo sho shōgi crearono essenzialmente quello che è il moderno gioco dello shōgi.

### Thailandia
La variante di scacchi tailandese, il makruk è uno stretto parente sopravvissuto dello caturaṅga, di cui mantiene il visir, la tavola senza caselle, la promozione limitata, i re che non sono contrapposti inizialmente (a differenza degli scacchi), e la mossa dell'alfiere simile all'elefante.

### Mongolia
Gli scacchi compaiono anche nelle zone abitate dai mongoli, in cui i pezzi oggi sono chiamati: 
- Re: Noyon – Ноён – signore
- Regina: Bers / Nohoi – Бэрс / Нохой – cane (per far la guardia al bestiame)
- Alfiere: Temē – Тэмээ – cammello
- Cavallo: Morĭ – Морь – cavallo
- Torre: Tereg – Тэрэг – carretto
- Pedone: Hū – Хүү – ragazzo (il pezzo spesso rappresentava un cucciolo)

Tra i nomi registrati negli anni 1880 da fonti russe, citate in Murray, presso i soyot (che all'epoca parlavano la lingua turca soyot-tsaatan) c'erano merzé (cane), täbä (cammello), ot (cavallo), ōl (bambino) e nomi mongoli per gli altri pezzi. Il gioco si chiama shatar; si giocava anche una variante più grande 10×10 chiamata hiashatar.
Il cambio con la regina è probabilmente dovuto alla parola araba firzān o a quella persiana farzīn (= "visir") confuse con le parole native turche o mongole (merzé = "mastino", bar o bars = "tigre", arslan = "leone").

### Siberia orientale
Gli scacchi sono documentati anche presso jakuti, tungusi, e jukaghiri; ma solo come gioco per bambini tra i ciukci. Sono stati raccolti dei pezzi degli scacchi provenienti dai tlingit, che non assomigliano per niente ai pezzi europei, e pertanto probabilmente appartengono a una tradizione di scacchi che viene dalla Siberia.

## Mondo arabo
Gli scacchi passarono dalla Persia al mondo arabo, dove presero il nome di shatranj. Da lì passarono all'Europa occidentale, probabilmente attraverso la Spagna.
Nel corso dei secoli, le caratteristiche degli scacchi europei (ad esempio le mosse moderne di regina ed alfiere, e l'arrocco) si fecero strada nelle zone arabe attraverso il commercio. Le fonti di Murray trovarono le vecchie mosse di regina ed alfiere ancora invalse in Etiopia. Il gioco divenne così popolare che fu usato nella letteratura del tempo, giocato dalla nobiltà e dalle persone comuni.
Il poeta al-Katib disse una volta: "Il giocatore abile pone i suoi pezzi in un modo tale da scoprire conseguenze che l'ignorante non vede mai… così, serve gli interessi del sultano, mostrando come prevedere i disastri."

## Russia
Gli scacchi hanno mille anni di storia in Russia. Furono probabilmente portati nella Vecchia Russia nel IX secolo attraverso la rotta commerciale Volga-Caspio. Dal X secolo anche le connessioni culturali con l'Impero bizantino e i vichinghi influenzarono la storia degli scacchi in Russia. Il vocabolario negli scacchi russi ha vari elementi linguisticamente stranieri e testimonia le diverse influenze nell'evoluzione degli scacchi in Russia. Gli scacchi sono menzionati nei poemi popolari come un gioco diffuso e sono documentati nella bylina venero-russa. In varie zone della Vecchia Russia sono stati trovati numerosi reperti archeologici del gioco degli scacchi. Dal 1262 in poi gli scacchi in Russia erano chiamati shakhmaty. Si narra che Ivan il Terribile, che dominò la Russia dal 1530 al 1584, sia morto giocando a scacchi. Nel 1791 il libro scacchistico di successo Morals of Chess ("Principi morali degli scacchi") di Benjamin Franklin venne tradotto in russo e pubblicato nel Paese. Gli scacchi sono tenuti in altissima considerazione in Russia e furono gradualmente introdotti come materia scolastica in tutte le scuole primarie dal 2017.

## Europa

### Storia antica
Lo shatranj penetrò in Europa grazie all'espansione dell'impero arabo islamico. Si diffuse anche nell'Impero bizantino, dove veniva chiamato zatrikion. Gli scacchi apparvero nell'Europa meridionale durante la fine del primo millennio, spesso introdotti nelle nuove terre agli eserciti conquistatori, come nella conquista normanna dell'Inghilterra. Prima scarsamente conosciuti, gli scacchi divennero popolari nell'Europa settentrionale quando furono introdotti i pezzi con figure.
Nel XIV secolo Tamerlano giocava una versione ampliata del gioco che è comunemente chiamata scacchi di Tamerlano. Questo gioco complesso prevedeva che ciascun pedone avesse uno dopo particolare, ed anche pezzi aggiuntivi.
Le parti sono chiamate convenzionalmente Bianco e Nero. Ma, nei primi scritti scacchistici europei, le parti erano spesso chiamate Rosso e Nero perché quelli erano i colori di inchiostro comunemente disponibili per disegnare a mano uno schema di scacchi. In questi schemi, ogni pezzo era rappresentato dal suo nome, spesso abbreviato (ad esempio "ch'r" per "chevalier" in francese, ossia il termine corrispondente al nostro "cavallo").
Il valore sociale connesso al gioco — visto come un passatempo prestigioso associato a nobiltà e alta cultura — è reso evidente da talune scacchiere di epoca medievale, costose e squisitamente realizzate. La popolarità del gioco negli ambienti di corte occidentali raggiunse l'apice tra il XII e il XV secolo. Il gioco era menzionato nella letteratura vernacolare e latina in tutta Europa, fra ilXII e il XV secolo furono scritte molte opere sugli scacchi o al loro riguardo. Harold James Murray divide gli scritti in tre distinte categorie: opere didattiche come ad esempio il De scaccis di Alexander of Neckham (c. 1180); opere di moralità come Liber de moribus hominum et officiis nobilium sive super ludo scacchorum ("Libro dei costumi degli uomini e dei doveri dei nobili o libro degli scacchi"), scritto da Jacopo da Cessole; e opere relative a vari problemi di scacchi, scritto in gran parte dopo il 1205. Termini scacchistici, a partire dallo stesso scacco venivano usati dagli scrittori come metafora per varie situazioni. Gli scacchi furono presto integrati nello stile di vita cavalleresco in Europa. Pietro Alfonsi, nella sua opera Disciplina Celricalis, inseriva gli scacchi tra le sette abilità che deve acquisire un buon cavaliere. Gli scacchi divennero anche un soggetto di opere d'arte in questo periodo, e c'erano bare e pendenti decorati con varie forme scacchistiche. La regina inglese Margherita d'Angiò possedeva pezzi di scacchi in diaspro e cristallo. I re Enrico I, Enrico II,  e Riccardo I di Inghilterra erano sostenitori degli scacchi. Il re Alfonso X di Castiglia e lo zar Ivan IV di Russia arrivarono alla stessa posizione.
San Pier Damiani denunciò il vescovo di Firenze nel 1061 poiché giocava a scacchi pur conoscendone i perversi effetti sulla società. il vescovo di Firenze si difese dichiarando che gli scacchi richiedevano abilità ed erano però "diversi da altri giochi" e diatribe del genere si ripeterono nei secoli successivi. Gli incidenti a Londra nel XIII secolo, in cui uomini dell'Essex ricorsero alla violenza con esiti mortali in conseguenza di partite a scacchi, causarono ulteriore scalpore ed allarme.  La crescente popolarità del gioco — ora associato a bagordi e violenza — allarmava la Chiesa.
La pratica di giocare a scacchi per denaro divenne così generalizzata nel XIII secolo che Luigi IX di Francia emise un decreto contro le scommesse nel 1254. Questo decreto risultò inattuabile e fu largamente disatteso dalla gente comune, e perfino dalla società di corte, che continuò a godere senza interruzioni dei tornei di scacchi ora proibiti.

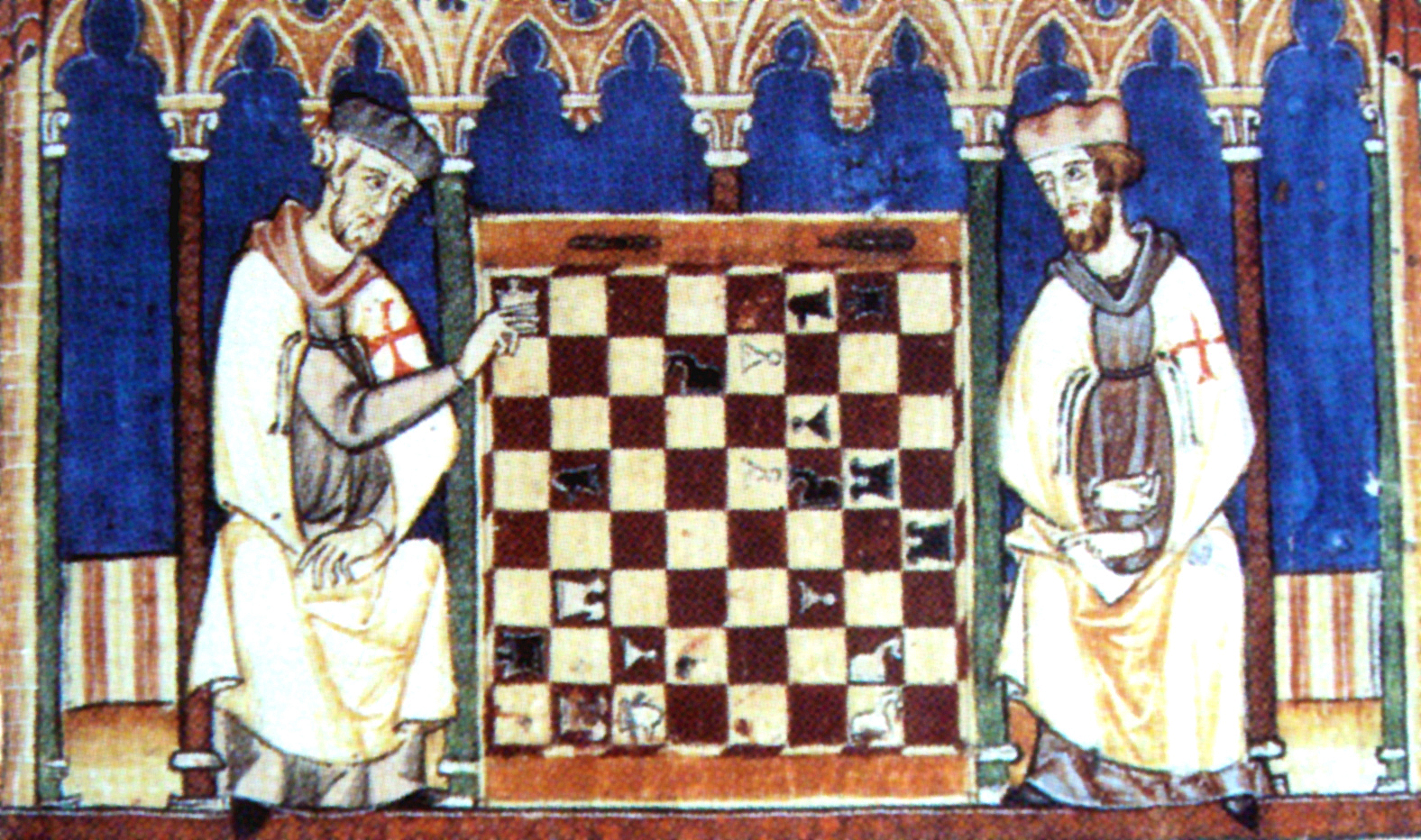
Cavalieri templari che giocano a scacchi, Libro de los juegos, 1283
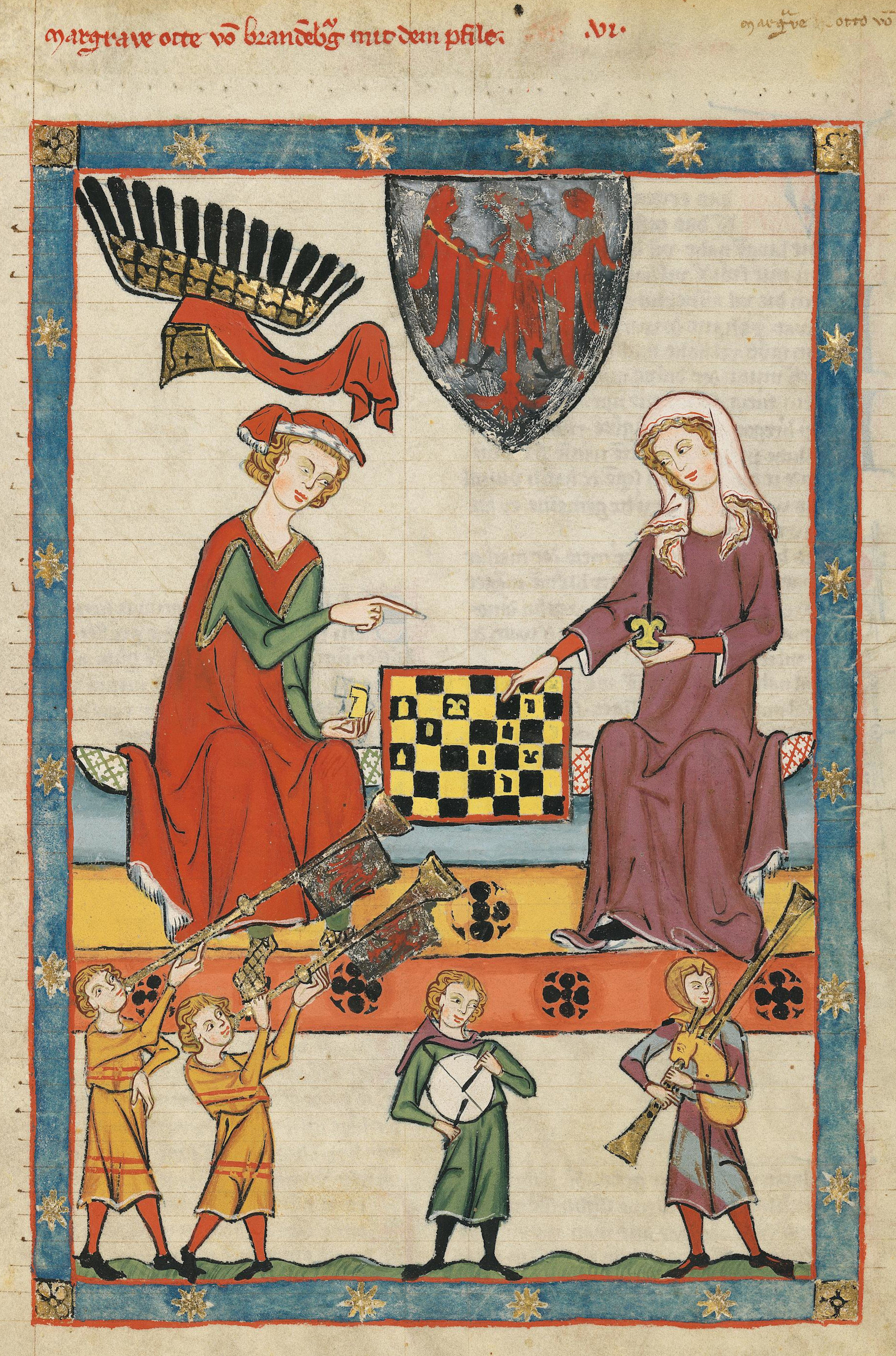
Ottone IV di Brandeburgo gioca a scacchi con ua donna, tra il 1305 e il 1340
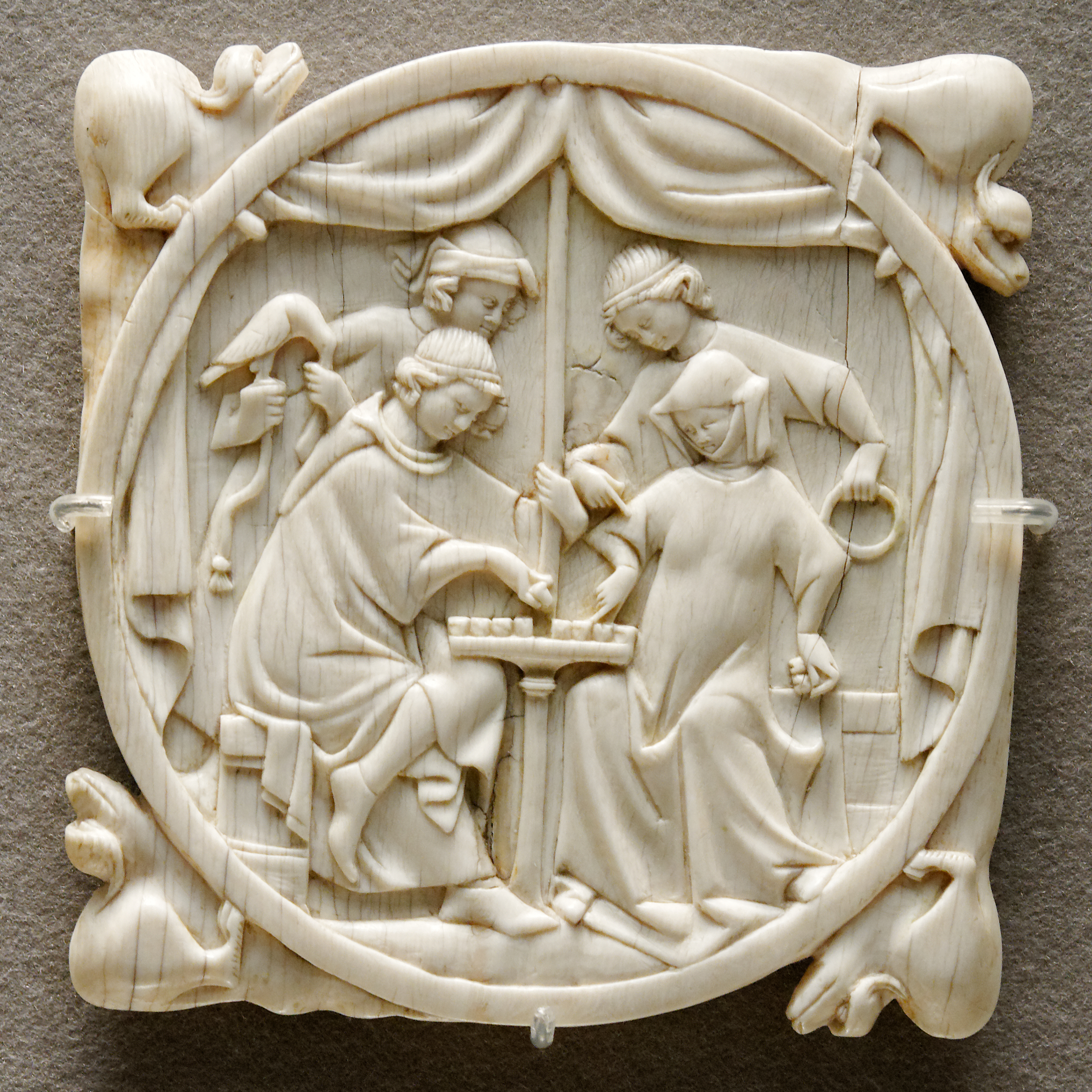
Una coppia gioca a scacchi, dorso di specchio in avorio c. 1300

### Forma dei pezzi
I pezzi, che non contenevano raffigurazioni nei Paesi islamici, cambiarono forma nelle culture cristiane. Riapparvero immagini intagliate di uomini e animali. La forma della torre, originariamente un blocco rettangolare con un taglio a forma di V nella sommità, cambiò: le due parti superiori separate dalla spaccatura tesero ad allungarsi e curvarsi, e in alcune vecchie figure assomigliano a teste di cavallo. La sommità spaccata del pezzo che oggi (in alcune tradizioni) si chiama vescovo (in italiano: "alfiere") fu interpretato come una mitra o un berretto da giullare.
Dalla metà del XII secolo i pezzi degli scacchi furono rappresentati come re, regine, vescovi (alfieri), cavalieri e uomini d'arme. Nell'Europa nordoccidentale iniziarono ad apparire pezzi degli scacchi d'avorio, e già dalla metà del XIII secolo si usavano pezzi decorati come guerrieri tradizionali a cavallo. Il pedone inizialmente non descritto ora era associato al pedes, pedinus, o al footman, che simboleggiava sia la fanteria sia il leale domestico.

### Nome dei pezzi
La tabella seguente fornisce un colpo d'occhio su nomi e qualità dei pezzi degli scacchi, nel loro transito dall'India all'Europa, passando per la Persia:
| Sanscrito                  | Bengalese         | Persiano      | Arabo        | Turco | Latino                 | Inglese                 | Spagnolo     | Portoghese  | Italiano      | Francese | Catalano   | Romeno    |
| -------------------------- | ----------------- | ------------- | ------------ | ----- | ---------------------- | ----------------------- | ------------ | ----------- | ------------- | -------- | ---------- | --------- |
| Raja (Re)                  | Raja (Re)         | Shah          | Malik        | Şah   | Rex                    | King                    | Rey          | Rei         | Re            | Roi      | Rei        | Rege      |
| Mantri (Ministro)          | Mantri (Ministro) | Vazīr (Visir) | Wazīr/Firz   | Vezir | Regina                 | Queen                   | Reina/Dama   | Rainha/Dama | Regina        | Dame     | Dama/Reina | Regină    |
| Gajah (elefante da guerra) | Hati              | Pil           | Al-Fīl       | Fil   | Episcopus/Comes/Calvus | Bishop/Count/Councillor | Alfil/Obispo | Bispo       | Alfiere       | Fou      | Alfil      | Nebun     |
| Ashva (cavallo)            | Ghora (cavallo)   | Asp           | Fars/Hisan   | At    | Miles/Eques            | Knight                  | Caballo      | Cavalo      | Cavallo       | Cavalier | Cavall     | Cal       |
| Ratha (carro)              | Nowka             | Rokh          | Qal`a/Rukhkh | Kale  | Rochus/Marchio         | Rook/Margrave/Castle    | Torre/Roque  | Torre       | Torre/Rocco   | Tour     | Torre      | Turn/Tură |
| Padati (servitore/fante)   | Shoinnya          | Piadeh        | Baidaq/Jondi | Piyon | Pedes/Pedinus          | Pawn                    | Peón         | Peão        | Pedone/Pedina | Pion     | Peó        | Pion      |

Il gioco, come veniva praticato durante l'alto medioevo, era lento, e molte partite duravano per giorni. Alcune variazioni nelle regole iniziarono a cambiare la forma del gioco intorno all'anno 1300. Un cambiamento importante, ma inizialmente poco gradito, fu la possibilità del pedone di spostarsi di due caselle (invece che una) quando viene mosso la prima volta.
In Europa alcuni pezzi presero gradualmente nuovi nomi:
- Fers: "regina", perché inizia il gioco a fianco al re.
- Aufin: "vescovo" (nei Paesi anglosassoni; in italiano è "alfiere"), poiché le sue due punte assomigliavano alla mitra (copricapo) del vescovo. Il suo nome latino alfinus fu reinterpretato in molti modi.[64]

### Primi cambi di regole

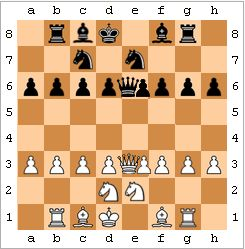
Una posizione iniziale court assize

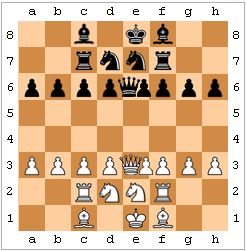
Una posizione iniziale court assize

Fra i tentativi di rendere più svelto il gioco, anticipando il contatto tra schieramenti, ricordiamo:
- Il pedone percorre due caselle (al posto di una) alla sua prima mossa. Questo ha originato la regola della presa en passant: un pedone che si trovava dove avrebbe potuto catturare il pedone avversario se se si fosse spostato di una sola casella poteva catturarlo come se si fosse trovato nella medesima. In Italia si applicò la regola opposta (passar battaglia) il pedone che faceva due caselle superava il pericolo dell'attacco nella casella intermedia. A volte questa mossa era vietata se serviva a parare uno scacco.[65]
- Il re salta una volta, per rendere più veloce mettere il re al sicuro in un angolo. (Questo nel tempo diede luogo all'arrocco.)
- La regina alla sua prima mossa si sposta di due caselle dritta o diagonalmente su caselle dello stesso colore, con salto. (Questa regola a volte si applicava alla regina creata promuovendo un pedone.)
- Il court assize ("assize" = "sedersi"). In questo caso i pedoni iniziavano la partita dalla terza traversa; le regine e attraversano ai pedoni di regina; i giocatori ponevano i loro pezzi come preferivano dietro ai loro pedoni all'inizio della partita. Questa idea ebbe vita breve.[66]

Un'altra sporadica variazione di regole permetteva di ignorare lo scacco portato da un pezzo inchiodato in modo tale che — se fosse mosso — esporrebbe il proprio re allo scacco avversario.

## Origini del gioco moderno

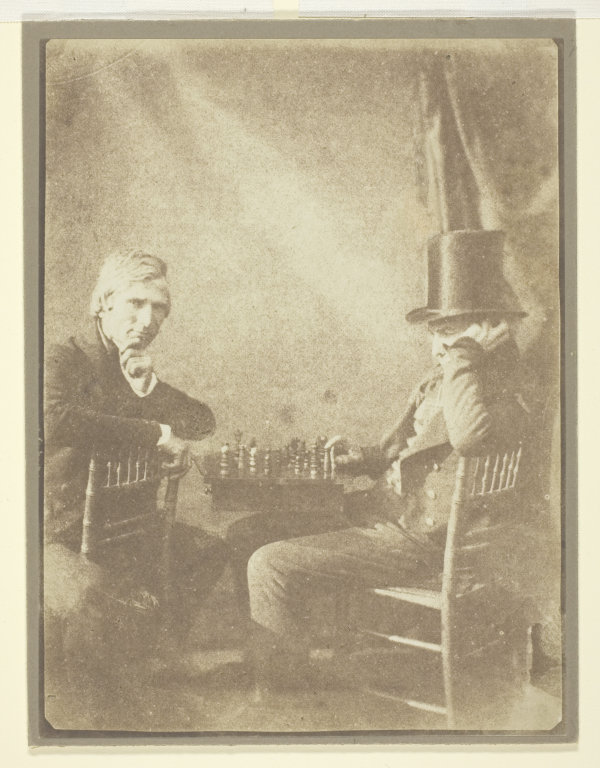
I giocatori di scacchi, di Henry Fox Talbot, 1847

Regina e alfiere rimasero relativamente deboli finché tra il 1475 E.V. e il 1500, probabilmente in Spagna (nel regno di Valencia), o forse in Portogallo, Francia o Italia, iniziarono e si diffusero le mosse moderne dei due pezzi nominati, rendendo gli scacchi più simili alla loro forma moderna. Il primo documento che mostra la Regina (o Dama) che muove così è la poesia allegorica Scachs d'amor, scritta in catalano a Valencia nel 1475. Questa forma di gioco fu soprannominata "scacchi della regina" o "scacchi della regina pazza" (alla rabiosa in italiano antico). Questo conferì un valore molto maggiore alla tattica, in precedenza un po' negletta, della promozione del pedone. Lo scacco matto diveniva più semplice e le partite potevano ora essere vinte con meno mosse. Queste nuove regole si diffusero presto attraverso Europa occidentale e Spagna, con l'eccezione delle regole sullo stallo, che furono definite ai primi del XIX secolo.
Si giunse così alla situazione paradossale in cui una donna potente e robusta (regina) combatte e protegge un maschio relativamente indifeso (re) in un ambiente ostile. All'origine del cambiamento vi sarebbe un bisogno psicologico da parte dell'innovatore: "espressione del suo desiderio istintivo di avere una donna forte che si prenda cura di lui". Diversi studi hanno portato ad avanzare alcuni nomi che potrebbero celarsi dietro l'innovazione. Si tratterebbe di un uomo che ha permesso a una donna di governare, appoggiandosi molto al di lei sostegno. Come uomo sposato, la moglie avrebbe avuto "un carattere dominante aggressivo, la personificazione della regina degli scacchi". Sono stati fatti i nomi di Isabella di Castiglia, Beatrice d'Este e Caterina Sforza, queste ultime due note virago dell'epoca. "Dal conflitto ambivalente di un uomo tra il desiderio di allearsi con una potente virago e l'odio per il suo dominio come segno distintivo della sua debolezza, la regina degli scacchi fu rafforzata." Altri ritennero che queste tre donne apparissero troppo tardi nella storia per giustificare un mutamento che alcuni specialisti fanno risalire al 1485, e fu perciò avanzato il nome di Giovanna d'Arco, ma essa risulterebbe al contrario troppo precoce.
L'attuale mossa (o potenzialità di muovere) della regina potrebbe essere iniziata come estensione della sua originaria capacità di muovere solo una volta di due caselle con salto, in diagonale o dritto. Marilyn Yalom sostiene che la nuova mossa della regina ebbe origine in Spagna. In alcune zone (per esempio in Russia) la regina poteva muovere anche come il cavallo.
La poesia Caissa pubblicata nel 1527 portò al fatto che il rocco degli scacchi venisse rinominato "torre", determinando anche la forma moderna del pezzo stesso; ne parlò anche La scaccheida di Marco Gerolamo Vida.
Un giocatore italiano, Gioachino Greco, considerato il primo vero professionista del gioco, scrisse un'analisi di numerose partite costruite che illustrava due differenti approcci agli scacchi. La sua opera ebbe rilevanza nella diffusione degli scacchi nella società, e dimostrò molte teorie a proposito del gioco e delle tattiche.
La prima opera che trattava esclusivamente di scacchi con le combinazioni vincenti fu scritta dal francese François-André Danican Philidor, considerato per 50 anni il miglior giocatore del mondo, e fu pubblicata nel XVIII secolo. Scrisse e pubblicò L'Analyse des échecs ("L'analisi degli scacchi"), un'opera autorevole che ebbe più di 100 edizioni.

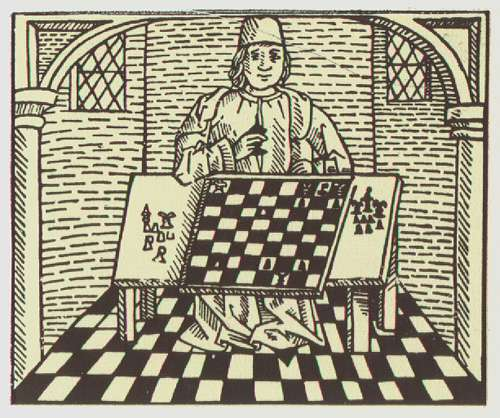
Un disegno a xilografia dal libro di scacchi di William Caxton pubblicato in Inghilterra nel 1474
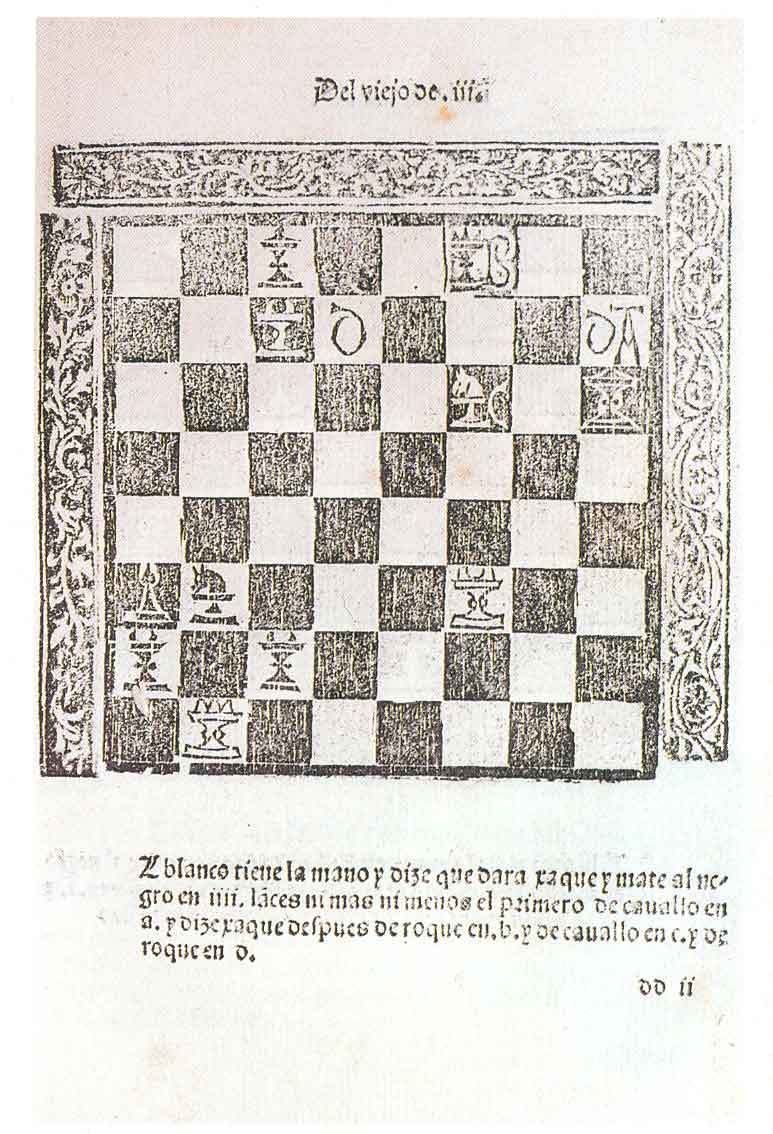
Un quiz scacchistico dal libro di Luis Ramirez Lucena del 1497
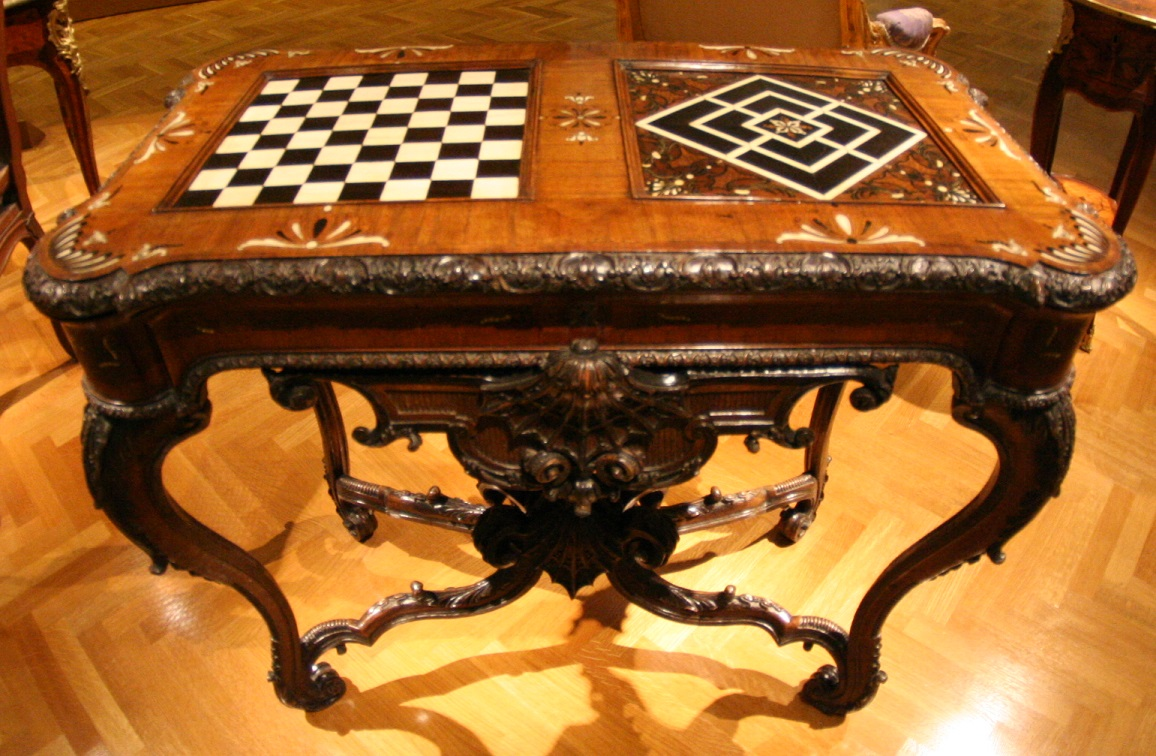
Un tavolo da gioco con scacchiera (Germania, 1735)
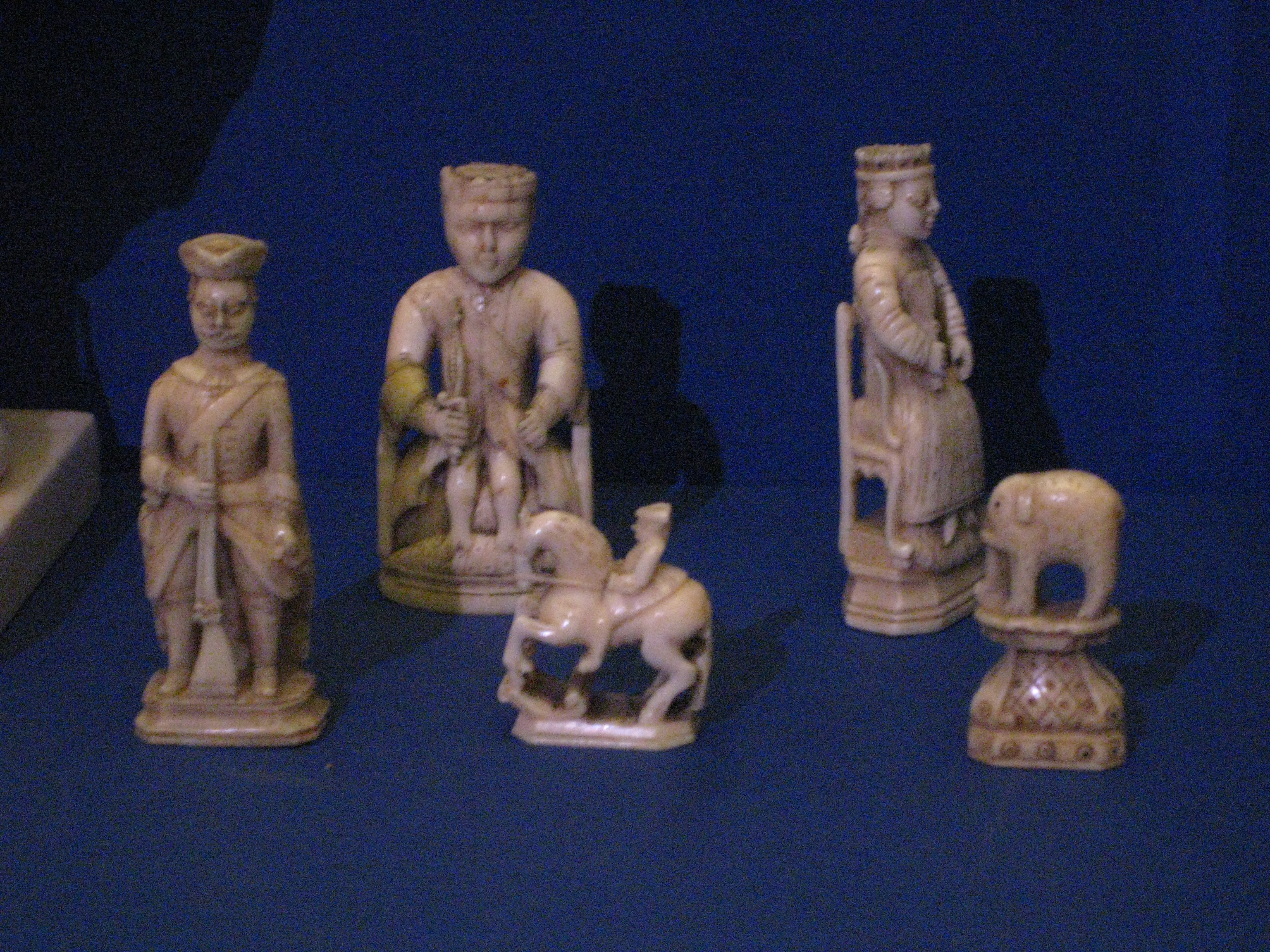
Pezzi degli scacchi russi in avorio di tricheco, anni 1750
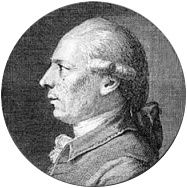
Ritratto di François-André Danican Philidor tratto da L'analyse des échecs. Londra, seconda edizione, 1777
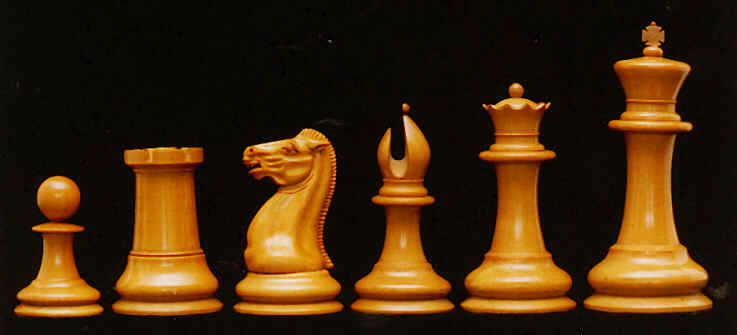
Pezzi Staunton realizzati da Nathaniel Cooke, 1849

Nel XV secolo iniziarono a comparire scritti di teoria degli scacchi. Il più antico libro di scacchi a stampa giunto fino a noi, Repetición de Amores y Arte de Ajedrez ("Ripetizione di amori e l'arte di giocare a scacchi") dell'ecclesiastico spagnolo Luis Ramirez de Lucena fu pubblicato a Salamanca nel 1497. Lucena e maestri successivi come il portoghese Pedro Damiano, gli italiani Giovanni Leonardo Di Bona, Giulio Cesare Polerio e Gioachino Greco o il vescovo spagnolo Ruy López de Segura svilupparono elementi di aperture ed iniziarono ad analizzare semplici finali. Nel XVIII secolo il centro della vita scacchistica europea si spostò dai Paesi dell'Europa meridionale alla Francia. I due maestri francesi più importanti furono François-André Danican Philidor, di professione musicista, che scoprì l'importanza dei pedoni per la strategia degli scacchi, ed in seguito Louis-Charles Mahé de La Bourdonnais che vinse una serie di incontri con il maestro irlandese Alexander McDonnell nel 1834. I centri della vita scacchistica in questo periodo erano i caffè delle grandi città europee come il Café de la Régence a Parigi e il Simpson's Divan a Londra.
Il XIX secolo vide un rapido sviluppo dell'organizzazione scacchistica. Apparvero molti circoli scacchistici, libri e riviste di scacchi. Ci furono incontri per corrispondenza tra club; ad esempio il circolo scacchistico di Londra affrontò quello di Edimburgo nel 1824. I problemi di scacchi divennero una rubrica fissa nei quotidiani del XIX secolo; Bernhard Horwitz, Josef Kling e Samuel Loyd composero alcuni dei problemi più significativi. Nel 1843 Tassilo von der Lasa pubblicò assieme a Paul Rudolf von Bilguer Handbuch des Schachspiels ("Manuale di scacchi"), il primo manuale completo di teoria scacchistica.

## Scacchi agonistici moderni
Gli scacchi agonistici acquisirono notorietà nel 1834 con gli incontri Le Bourbonnais — McDonnell, e il torneo scacchistico di Londra 1851 portò in rilievo il problema del tempo richiesto dai giocatori per decidere le proprie mosse. Prendendo nota del tempo si rilevò che i giocatori spesso analizzavano per ore le mosse, e al torneo di Londra un giocatore impiegò circa un'ora e 20 minuti a riflettere su una singola mossa. Negli anni seguenti si svilupparono gli scacchi veloci, gli scacchi da cinque minuti e la versione di maggior successo, una versione che riconosceva una quota di tempo a ciascun giocatore in cui eseguire un numero di mosse prefissato, ad esempio due ore per 30 mosse. Nella variante finale, il giocatore che aveva fatto il numero di mosse predeterminato nel tempo concordato riceveva una quantità aggiuntiva di tempo per le sue mosse successive. Le penalizzazioni per il superamento del limite di tempo consistevano di multe e sconfitta a tavolino. Poiché le multe non erano un deterrente credibile per giocatori professionisti, la sconfitta divenne la sola sanzione efficace; ciò aggiunse il "fuori tempo massimo" ai modi tradizionali di perdere quali lo scacco matto e la resa.

Francobollo dell'URSS dedicato all'abile giocatore e analista estone Paul Keres, 1991.

Nel 1861 furono usati i primi limiti di tempo, misurati con clessidre, in una partita di torneo a Bristol (Inghilterra). In seguito le clessidre furono sostituite da orologi a pendolo. Più avanti ancora per agevolare i giocatori furono introdotti i moderni timer paralleli con un piccolo bottone che lo scacchista preme dopo aver fatto la sua mossa. Un minuscolo chiavistello detto bandiera contribuì ulteriormente ad appianare le discussioni sui giocatori fuori tempo al termine del XIX secolo.
Un compositore russo, Vladimir Korolkov, scrisse un libro intitolato "Excelsior" nel 1958 in cui il Bianco vince mediante soltanto sei catture consecutive eseguite da un pedone. L'analisi della posizione divenne particolarmente in auge nel XIX secolo. Molti tra i migliori giocatori erano anche esperti analisti, come Max Euwe, Mikhail Botvinnik, Vasily Smyslov e Jan Timman. Gli orologi digitali comparvero negli anni 1980.
Un altro problema che sorse negli scacchi agonistici era l'interruzione di una partita per la pausa pranzo o per il sopraggiungere della notte. Il giocatore che faceva l'ultima mossa prima della sospensione avrebbe patito uno svantaggio, poiché l'avversario avrebbe avuto un lungo periodo per analizzare la situazione prima di dover muovere a propria volta, alla ripresa del gioco. Vietargli l'accesso ad una scacchiera per studiare la mossa durante l'interruzione non gli avrebbe impedito di analizzare mentalmente la posizione. Furono fatti vari strani esperimenti, ma alla fine la soluzione fu la "mossa sigillata". L'ultima mossa prima della sospensione non è eseguita sulla scacchiera ma invece scritta su un foglio di carta che l'arbitro sigilla in una busta conservata in luogo sicuro. Quando il gioco riprende dopo l'interruzione, l'arbitro attua la mossa sigillata e i giocatori continuano.

## Nascita dello sport (1850–1945)

Animazione della partita immortale, in cui Adolf Anderssen, giocando come Bianco, sconfisse Lionel Kieseritzky nel giugno 1851.

Il primo torneo moderno di scacchi si tenne nel 1851 a Londra e fu vinto, a sorpresa, dal tedesco Adolf Anderssen, all'epoca relativamente sconosciuto. Anderssen fu acclamato come il maestro di scacchi più forte, e il suo stile di attacco brillante, energico, divenne tipico del suo tempo, anche se retrospettivamente sarebbe stato considerato strategicamente superficiale. Partite effervescenti come l'immortale e la sempreverde di Anderssen o la partita dell'opera di Paul Morphy venivano ritenute il sommo vertice possibile nell'arte degli scacchi.
Due giocatori più giovani apportarono una comprensione più profonda della natura degli scacchi. L'americano Paul Morphy, uno straordinario prodigio degli scacchi, vinse contro importanti avversari, tra cui Anderssen, durante la sua breve carriera scacchistica tra il 1857 e il 1863. Il successo di Morphy originava da una combinazione di attacchi brillanti e solida strategia; sapeva per intuito come preparare gli attacchi. Il praghese Wilhelm Steinitz in seguito descrisse come evitare le debolezze nella propria posizione e sfruttare tali debolezze nella posizione avversaria. Oltre ai suoi risultati teorici, Steinitz diede vita ad un'importante tradizione: il suo trionfo sul dominante maestro polacco-tedesco Johannes Zukertort nel 1886 è considerato come il primo campionato del mondo di scacchi ufficiale. Steinitz perse il suo titolo nel 1894 contro il ben più giovane matematico tedesco Emanuel Lasker, che conservò questo titolo per 27 anni, il "regno" più lungo di tutti i campioni del mondo.

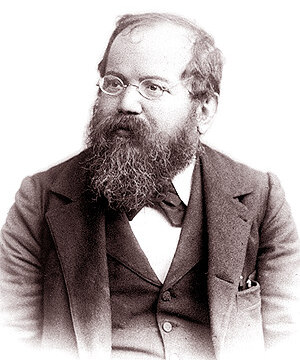
Wilhelm Steinitz, il primo campione del mondo di scacchi ufficiale

Ci volle un prodigio da Cuba, José Raúl Capablanca (campione del mondo 1921–27), che amava semplici posizioni e finali, per mettere fine al dominio germanofono negli scacchi; rimase imbattuto nei tornei per otto anni fino al 1924. Il suo successore fu il russo-francese Aleksandr Alechin, forte giocatore d'attacco, che morì quando era campione del mondo nel 1946, dopo aver ceduto brevemente il titolo all'olandese Max Euwe nel 1935, per riconquistarlo due anni più tardi.
Tra le due guerre mondiali gli scacchi furono rivoluzionati dalla nuova scuola detta ipermodernista di Aron Nimzowitsch e Richard Réti. Essi propugnavano di controllare il centro della scacchiera con pezzi distanti invece che con i pedoni, invitando l'avversario ad occupare il centro con i propri pedoni, che diventavano oggetto di attacco.
Dalla fine del XIX secolo il numero di tornei ed incontri per maestri tenuti annualmente crebbe rapidamente. Alcune fonti sostengono che nel 1914 il titolo di grande maestro internazionale fu per la prima volta conferita dallo zar Nicola II di Russia a Lasker, Capablanca, Alechin, Tarrasch e Marshall, ma è un'affermazione controversa. La tradizione di riconoscere titoli simili fu mantenuta dalla Federazione internazionale degli scacchi (FIDE), fondata a Parigi nel 1924. Nel 1927 fu istituito il campionato del mondo femminile di scacchi; la prima a conquistarlo fu la maestra ceco-britannica Vera Menchik.
Durante la Seconda guerra mondiale molti insigni scacchisti persero la vita, talora per causa violenta, e ricordiamo al proposito: Isaak Appel, Zoltan Balla, Sergey Belavenets, Henryk Friedman, Achilles Frydman, Eduard Gerstenfeld, Alexander Ilyin-Genevsky, Mikhail Kogan, Jakub Kolski, Leon Kremer, Arvid Kubbel, Leonid Kubbel, Salo Landau, Moishe Lowtzky, Vera Menchik, Vladimir Petrov, David Przepiorka, Ilya Rabinovich, Vsevolod Rauzer, Nikolai Riumin, Endre Steiner, Mark Stolberg, Abram Szpiro, Karel Treybal, Alexey Troitzky, Samuil Vainshtein, Heinrich Wolf, e Lazar Zalkind.

## Secondo dopoguerra (dal 1945)

### La scuola sovietica

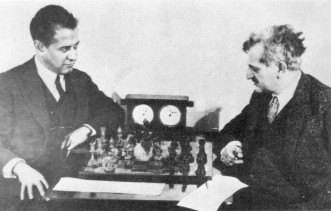
I campioni del mondo José Raúl Capablanca (sinistra) e Emanuel Lasker nel 1925

Dopo la morte di Alechin, si cercò un nuovo campione del mondo in un torneo di giocatori di elite governato dalla FIDE, che ha controllato il titolo da allora, con una sola interruzione. Il vincitore del torneo 1948, il russo Michail Botvinnik, inaugurò un'era di dominio sovietico nel mondo degli scacchi. Fino al crollo dell'Unione Sovietica, ci fu un solo campione non sovietico, lo statunitense Bobby Fischer (campione 1972—1975).
Nel precedente sistema informale, il campione del mondo decideva quale sfidante lo avrebbe affrontato per il titolo e lo sfidante era costretto a cercare sponsor per l'incontro. La FIDE definì un nuovo sistema di tornei ed incontri di qualificazione. I giocatori più forti del mondo venivano distribuiti in "tornei interzonali", dove incontravano i giocatori che si erano qualificati nei "tornei zonali". I migliori finalisti degli interzonali sarebbero passati allo stadio "candidati", che in origine era un torneo, in seguito una serie di incontri ad eliminazione diretta. Il vincitore del "candidati" avrebbe poi affrontato il campione in carica per l'assegnazione del titolo. Un campione sconfitto in un incontro aveva il diritto alla rivincita l'anno successivo. Il sistema funzionava con un ciclo triennale.
Botvinnik partecipò ad incontri di campionato in un periodo di quindici anni. Vinse il campionato del mondo nel 1948 e mantenne il titolo con partite in parità nel 1951 e 1954. Nel 1957 perse contro Vasilij Smyslov, ma riconquistò il titolo nella rivincita del 1958. Nel 1960 perse contro il prodigio lettone Michail Tal', abile tattico e giocatore d'attacco. Botvinnik si riprese il titolo nella rivincita del 1961.
Dopo il 1961, la FIDE abolì il diritto automatico di rivincita concesso all'ex campione, e il campione successivo, l'armeno Tigran Petrosian, un genio della difesa e un forte giocatore posizionale, riuscì a conservare il titolo per due cicli, 1963—1969. Il suo successore, il russo Boris Spasskij (1969–1972), fu un giocatore capace di vincere sia con lo stile posizionale sia con quello tattico deciso.

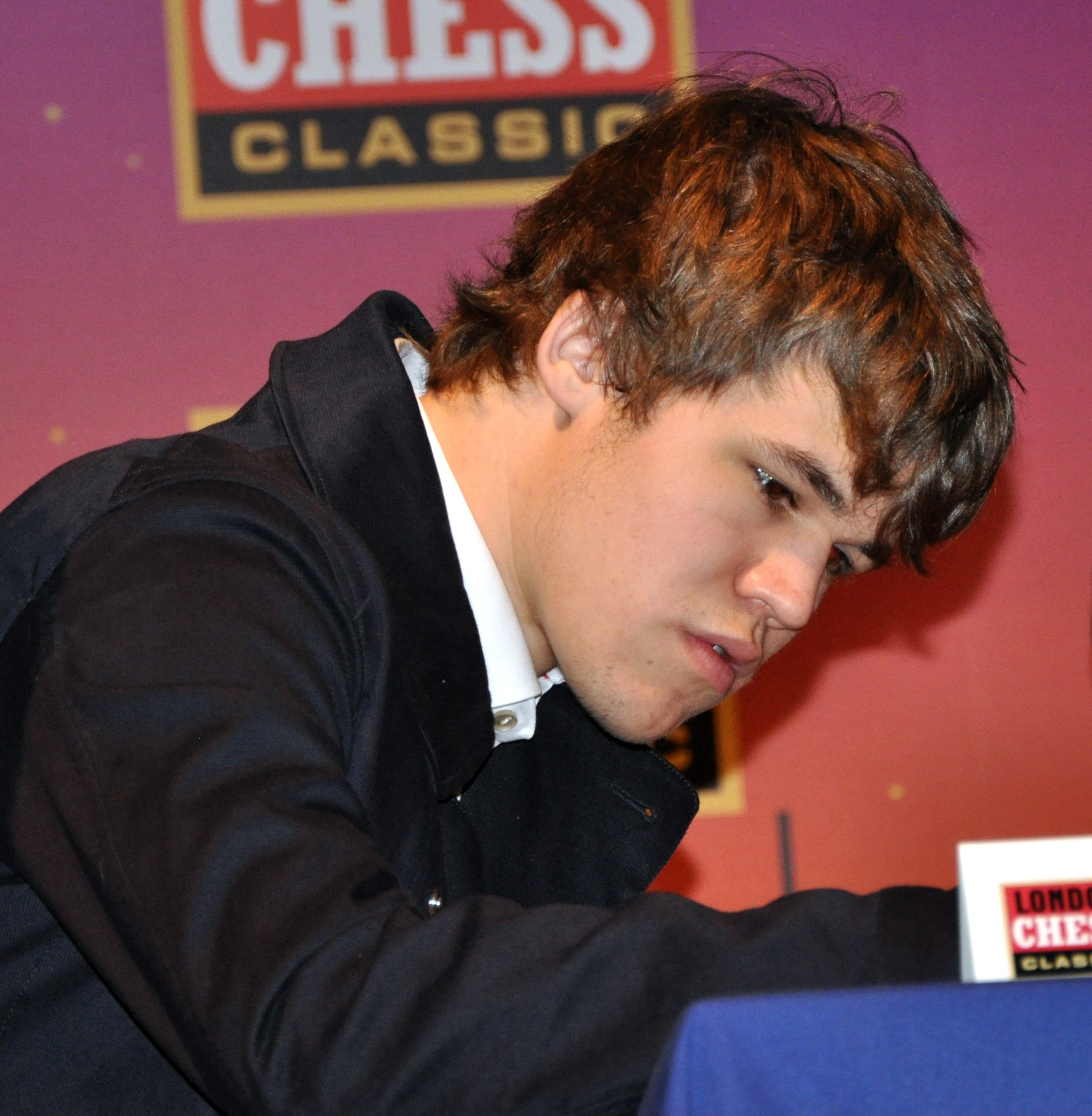
Magnus Carlsen, campione del mondo dal 2013 al 2023.

Il campionato successivo vide il primo sfidante non sovietico dopo la Seconda guerra mondiale, Bobby Fischer, che prevalse sugli avversari "candidati" con distacchi inauditi e vinse l'incontro per il campionato mondiale. Nel 1975 però Fischer, dato che la FIDE non aveva accolto le sue richieste, rifiutò di difendere il titolo contro Anatolij Karpov, che quindi ottenne il titolo per abbandono. Karpov difese il titolo due volte contro Viktor Korčnoj e dominò gli anni 1970 e i primi 1980 con una serie di successi ai tornei.
Il regno di Karpov si concluse nel 1985, a favore di un altro giocatore sovietico, Garry Kasparov. Kasparov e Karpov si giocarono il titolo mondiale in cinque incontri tra il 1984 e il 1990; Karpov non riconquistò più il suo titolo.

### La divisione del titolo mondiale e la riunificazione
Neo 1993 Garry Kasparov e Nigel Short si dissociarono dalla FIDE e organizzarono il loro incontro per il titolo, formando in alternativa la Professional Chess Association (PCA). Da allora fino al 2006 ci furono contemporaneamente due campioni del mondo, e relativi campionati: il PCA o campione classico che continuava la tradizione steinitziana in cui il campione in carica affronta lo sfidante in una serie di molte partite; l'altro che seguiva il nuovo schema FIDE di molti giocatori partecipanti ad un torneo per determinare il campione. Kasparov perse il suo titolo "classico" nel 2000, conquistato dal russo Vladimir Kramnik.
L'anno precedente Kasparov, in qualità di campione del mondo in carica, aveva giocato una partita contro una squadra mondiale composta di oltre 50 000 concorrenti di oltre 75 Paesi. Le mosse della formazione mondiale venivano decise per votazione, e Kasparov vinse con 62 mosse, nell'arco di quattro mesi abbondanti.
Il campionato del mondo di scacchi 2006 riunificò i titoli, con Kramnik che batté il campione del mondo FIDE Veselin Topalov, divenendo l'indiscusso campione mondiale di scacchi. Nel settembre 2007 fu incoronato campione l'indiano Viswanathan Anand, che vinse un torneo di campionato. Nell'ottobre 2008 Anand conservò il titolo, dopo averlo difeso nella rivincita contro Kramnik. Anand mantenne il titolo fino al 2013, quando gli subentrò l'attuale campione del mondo, il norvegese Magnus Carlsen. Questi ha difeso il titolo per dieci anni, quando ha deciso di non difenderlo contro il russo Jan Nepomnjaščij, che nel 2022 si era classificato come sfidante al Torneo dei candidati. Nel maggio 2023 si sono quindi affrontati lo stesso Nepomnjaščij e Ding Liren, che al Torneo dei candidati era arrivato secondo. Dopo diciotto partite, di cui quattordici patte, Liren si è laureato campione del mondo, il primo cinese a conquistare il titolo.

## Ulteriori cambi di regole
Lo stallo era in origine considerato una forma inferiore di vittoria; in varie epoche è stato considerato una vittoria, un pareggio, o perfino una sconfitta per il giocatore che lo provoca. Dal XVIII secolo è stato considerato un pareggio.
La convenzione che il Bianco muova per primo fu stabilita la prima volta nel XIX secolo; in precedenza non era determinato chi avesse la prima mossa.
Le regole concernenti la patta per tripla ripetizione e cinquanta mosse senza prese né movimento di pedoni sono state ridefinite ed ora necessitano che un giocatore rilevi formalmente tali circostanze. Lo scacco perpetuo non è più contemplato tra le regole degli scacchi.
Non ci sono stati cambiamenti recenti nelle mosse dei pezzi, ma è stata cambiata l'enunciazione di alcune regole. Il dibattito pubblico (ad esempio tra problemisti di scacchi) dimostrò che la vecchia formulazione di due regole permetteva tipi di mosse non desiderati:
- La regola della promozione diceva che un pedone può essere convertito in "un pezzo" senza specificarne il colore, compreso quindi un pezzo avversario (così nella circostanza che si blocchi il re avversario, o per prevenire lo stallo, dandogli qualcosa da muovere).
- La regola dell'arrocco consentiva (Bianco) Ke1–e3 e Re8–e2, e (Nero) Ke8–e6 e Re1–e7, se "la torre non è stata mossa" come tale, poiché fino a quel momento era stata un pedone "sottopromosso"[105] in e8/e1.

Entrambe le regole sono state riscritte con parole che impediscano tali mosse non desiderate.
Il torneo di Londra 1883 introdusse l'orologio per scacchi, creando una nuova regola che rende possibile la sconfitta per superamento del tempo assegnato.
Coerentemente alla regola contro l'aiuto esterno, se il telefono cellulare o un altro dispositivo elettronico di un giocatore emette un suono, il giocatore si considera immediatamente perdente. Nei tornei amatoriali si richiede ai giocatori di consegnare i telefoni al direttore del torneo; nei tornei professionali può essere richiesto ai giocatori di varcare un metal detector.